# Historia del Club de Gimnasia y Esgrima La Plata

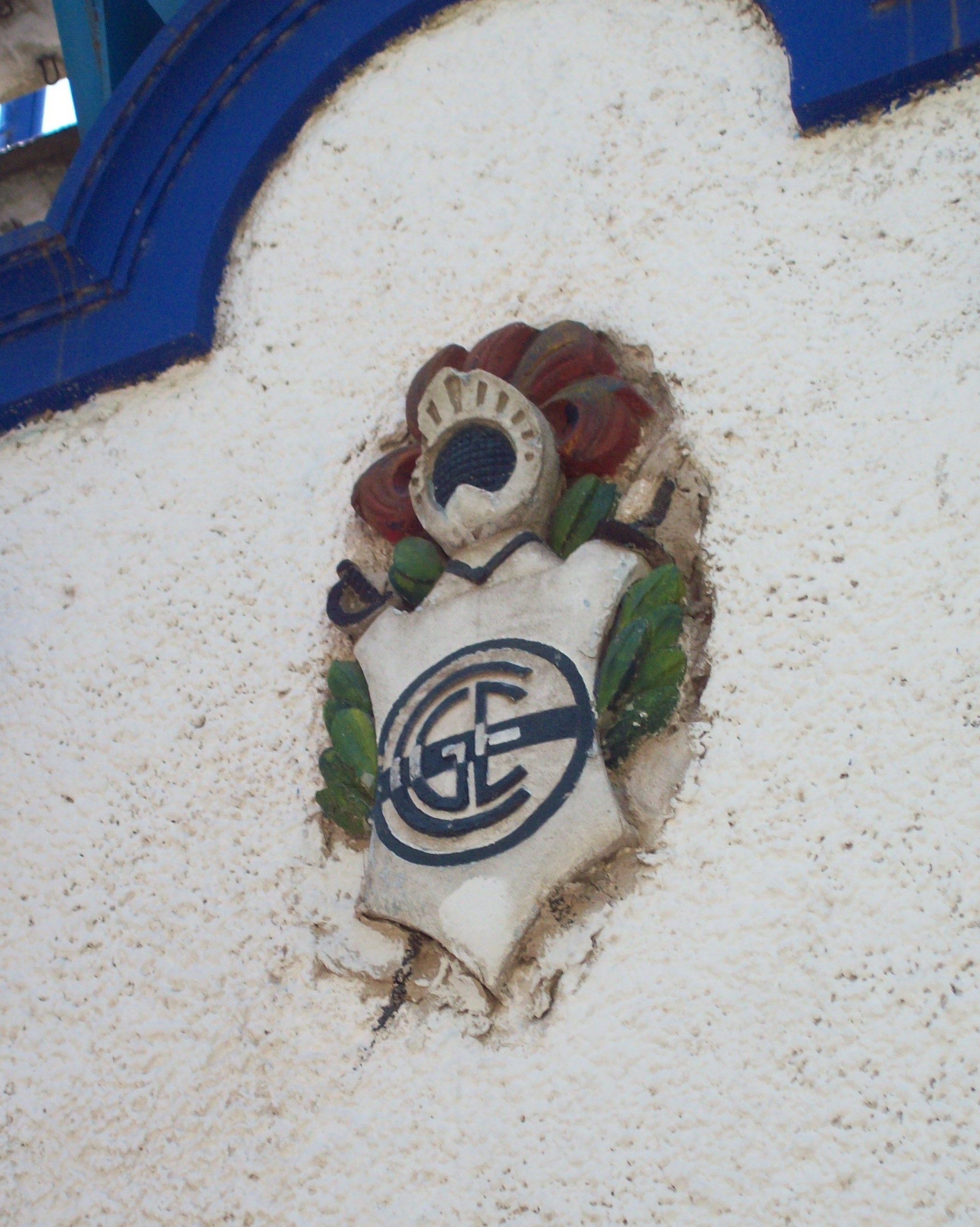
Escudo del Club en la entrada del estadio.

La historia del Club de Gimnasia y Esgrima La Plata abarca desde 1887 hasta la actualidad. Es un club deportivo argentino de la ciudad de La Plata (provincia de Buenos Aires), fundado el 3 de junio de 1887 como «Club de Gimnasia y Esgrima». Su principal actividad es el fútbol y se desempeña en la Primera División de Argentina. 

Gimnasia y Esgrima fue campeón oficial de fútbol en dos oportunidades (obtuvo el Campeonato de Primera División 1929 y la Copa Centenario 1993), subcampeón de Primera División en 5 oportunidades y subcampeón de la Copa Argentina 2018. Acumula 97 temporadas en Primera División, siendo, junto a Huracán, el octavo club con más permanencia.

## Comienzos del club

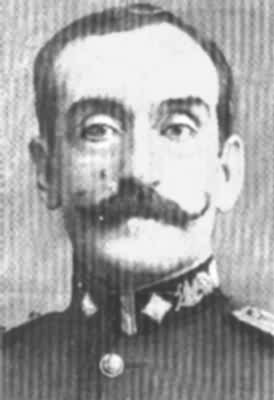
Ramón Falcón, socio fundador del club de Gimnasia y esgrima La Plata

El 3 de junio de 1887 luego de una reunión llevada a cabo en la Sala Comercial de la ciudad de La Plata, se fundó el Club de Gimnasia y Esgrima, como una organización social y deportiva. Dicha reunión, o mejor dicho, asamblea, fue presidida por Saturnino Perdriel y contó con la presencia de más de 50 socios fundadores. Además, se designó una comisión formada por Domingo Echeverri, Ramón Falcón, Julio Llanos, Dante Pelanda y Guillermo Pintos, cuyo fin era preparar el anteproyecto de estatuto.
Comenzó sus actividades deportivas con los dos deportes que forman su nombre: la esgrima y la gimnasia. Luego de unos años, se agregarían actividades como el tiro al blanco, carreras, saltos y críquet entre otras. También comenzó a practicarse el fútbol, que sería a lo largo de su historia la principal actividad deportiva del club. El club además, en sus inicios, simbolizaba la aristrocracia platense, en coincidencia con los funcionarios que habían llegado a la naciente capital provincial en 1882.

### Socios fundadores

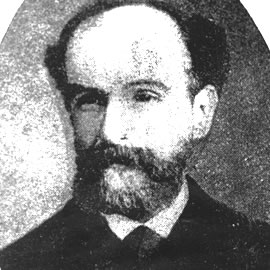
Saturnino Perdriel, primer presidente del club.

Saturnino Perdriel, José Muñoz, José M. Ahumada, Pedro Olazábal, Arturo Silveira, Adriano Díaz, Teodoro Granel, Samuel J. Coqué, Alejandro Dillón, Santiago J. Mena, E. Landois, Carlos M. Marenco, Guillermo Pintos, Pedro Bernaté, Eugenio Sicardi, M. Piñeiro, Alberto J. Huergo, Juan M. Martínez, Julio Llanos, Ignacio D. Irigoyen, Gensérico Ramírez, Martín Bárcena, Enrique M. Curh, Francisco Alconada, Alberto Albarellos, Arturo Mayol, J. G. González, Juan Bautista Ferreira, Domingo Echeverri, Francisco y Alfredo Madero, Domingo del Carril, Nicolás E. Videla, Luis Monteverde, Pantaleón Molina, Diego J. Villafañe, M. Aráoz, Martín Bermejo, Marcos Bonghero, Dante Pelanda, Estanislao López, Pedro G. Falcón, F. de Basaldúa, José M. Pene, José M. Monsalve, Sergio García Uriburu, Diego Arana, José M. Viñas, Antonio A. Delfino, Francisco Uzal, Mariano Villarino, Andrés Mosquera, José M. Niño y Ramón Lorenzo Falcón.

## Era amateur (1891-1930)
A principios del siglo XX, Gimnasia ya participaba, junto a otras instituciones como la Asociación Atlética de Medicina, Porteño A, General Belgrano A y River Plate, en la tercera división (1905) de la Argentine Football Association. También presentó un equipo en la categoría Juniors (menores de 17 años). Entre 1901 y 1905 utilizaba para la práctica de fútbol la Plaza de Juegos Atléticos, ubicada en Avenida 1 y calle 47 de La Plata.
En 1905, en lo que fue su primera participación en un torneo de la AFA, mantuvo una aceptable actuación y terminó en la cuarta posición de la tabla. En este torneo se dio el enfrentamiento más antiguo entre River Plate y Gimnasia para ambos clubes dentro de los clubes que en la actualidad siguen practicando fútbol profesional. Además Gimnasia durante este torneo concreto dos goleadas. Una frente a River Plate por 10:1, siendo esta la mayor goleada lograda por el club y la peor recibida por River. Y la segunda por 8:0 a General Belgrano "A".
Gimnasia jugó mayormente en la cancha ubicada en calle 1 y 47, pero cerca del final del torneo debió abandonarla y terminó haciendo de local en la cancha del club Friends ubicada en las calles 51 y 20 para poder completar el torneo, pero luego optó por no seguir practicando fútbol y dedicarse a actividades meramente sociales. Esto ocasionó que parte de los asociados se marcharan del club, fundando otro en dónde la actividad principal fuera el fútbol, el cual se llamó Estudiantes de La Plata. Más tarde, en 1912, un grupo de futbolistas que se encontraban en conflicto con Estudiantes se unieron al Club Independencia. Dicho club, se fusionó con Gimnasia en 1914, volviendo así a practicarse fútbol. Es así que la cancha se encontraba en esos momentos en la Plaza de Juegos Atléticos de los Bomberos, Avenida 60 (cerca del actual estadio del Bosque) y luego de la fusión se utilizó lo que era la cancha del Club Independencia.

### El Ascenso de 1915

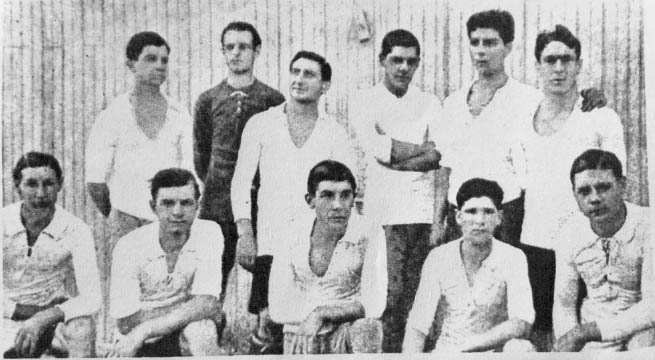
Formación del equipo de 1915.

Tres años después del regreso del fútbol al club en 1912, Gimnasia sale campeón de la categoría intermedia y asciende a primera división el 15 de diciembre de 1915, derrotando a Honor y Patria por 3:1 en la final.
La base del equipo que logró el ascenso en 1915:
Emilio Fernández, Diómedes Bernasconi, Luis Basérico, Ricardo Naón, Roberto Felices, Edmundo Ferreiroa, H. Negri, Angelo Bottaro, Ricardo Gazcón, José Torres Amaral, Manuel Álvarez, Horacio Sancet, José Iglesias, Ernesto Guruciaga, Ignacio Bulla, Pedro Schiaffino, Sebastián Galesio, Clemente Lastra, Sebastián Mansilla, Delfín Derves, Antonio Gismano, Jorge Garbarino, Laureano Spósito Arrieta y Oreste Rutta.

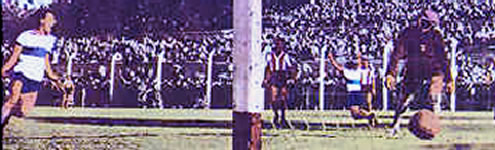
Foto del primer clásico.

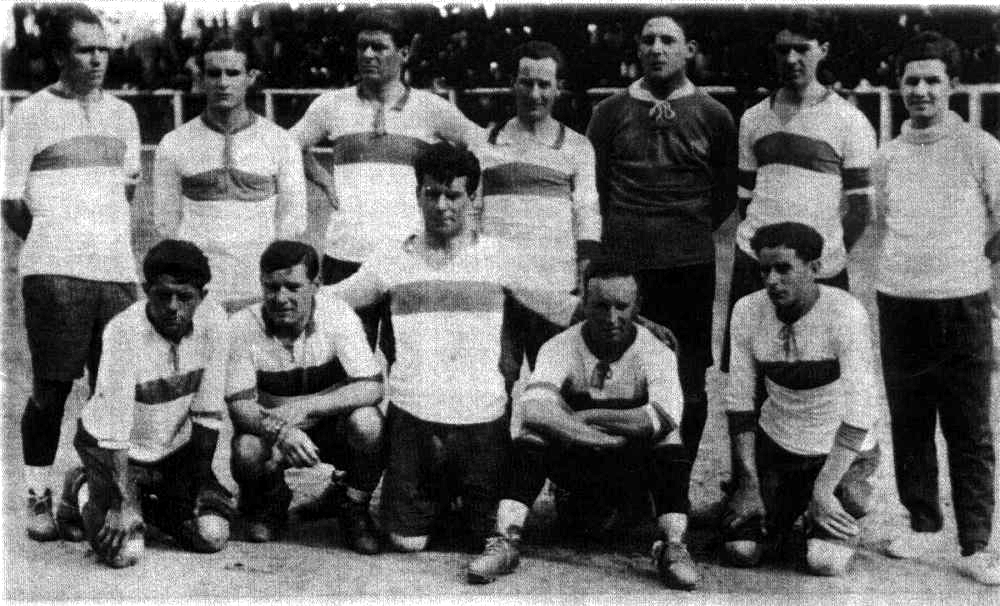
Formación del equipo de 1924.

Ese mismo año también gana las dos copas que estaban en disputa: Copa Competencia Adolfo Bullrich y Copa Campeonato Intermedia.
En este año, el popular poeta nacido en Magdalena Délfor Méndez escribió el himno oficial del club, y la música fue compuesta por el maestro Juan Serpentini (quien compusiera versiones del Himno Nacional Argentino y El tambor de Tacuarí con letra de Rafael Obligado). Fue entonado por primera vez el 9 de julio de 1915 con motivo del agasajo que se le diera a la delegación del club River Plate Football Club de Uruguay.
El 27 de agosto de 1916 el club disputa el primer partido ante su clásico rival, ganando a Estudiantes por uno a cero, en el campo de calles 57 y 1, con gol en contra de Ludovico Pastor. Ese año culmina el campeonato en el cuarto lugar detrás de Racing Club, Platense y River Plate con un registro de 9 triunfos, 9 empates y 3 derrotas. Hasta 1923 jugaría de local en la calle 12 y calle 71 (Meridiano V). En 1921 volvería a obtener la cuarta ubicación detrás de Racing Club, River e Independiente, con 23 triunfos, 6 empates y 9 derrotas.
En 1924 se inaugura el estadio de calles 60 y 118 llamado luego Juan Carmelo Zerillo y se empieza a practicar en el club lucha greco-romana, contando con un equipo propio en la disciplina. Ese año Gimnasia hace un buen campeonato en fútbol con 15 triunfos, 7 empates y solo 1 derrota, obteniendo el segundo puesto detrás de San Lorenzo. Gimnasia se mantendría invicto en ese estadio por más de un año, desde su primer partido oficial (27 de abril de 1924) hasta el mes de julio de 1925. La llegada de los inmigrantes a las ciudades de Berisso y Ensenada revitalizó la capital bonaerense y «los obreros tomaron partido por Gimnasia, antes que por Estudiantes».
En documentos contables con fechas de 1926 se encuentran los primeros datos acerca de una cancha de bochas.

### Campeón en 1929

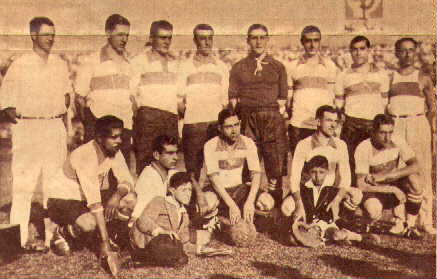
Formación del equipo de 1929.

En 1929 Gimnasia y Esgrima obtiene su único campeonato amateur de la Primera División, luego de una campaña que finalizó con 14 triunfos y 3 derrotas. El campeonato de 1929 adoptó la modalidad de disputa de la Copa Estímulo, por lo que se dividieron a los equipos en dos zonas (par e impar), definiéndose el título en un partido entre los ganadores de cada zona. El 9 de febrero de 1930 se coronó campeón oficial de 1929 y también del campeonato de Reserva.
Gimnasia y Esgrima obtuvo el primer puesto en la «zona impar», de la que formaban parte: River Plate, Racing Club, Huracán y Estudiantes de La Plata. La «zona par» fue ganada por Boca Juniors.
Dicho encuentro se disputó el 9 de febrero de 1930 en el antiguo estadio de River Plate (en la intersección de las calles Alvear y Tagle de Buenos Aires). Luego de ir perdiendo 1:0 al final del primer tiempo, el equipo formado por Scarpone, Di Giano y Delovo; Rusciti, Bacchi, Santillán y Belli; Curell, Varallo, Maleani, Díaz y Morgada dio vuelta el resultado con dos goles de Martín Maleani. Ese año también obtiene el campeonato de Reserva.
De esta forma, Gimnasia se convierte en el primer club de la ciudad de La Plata en obtener un torneo organizado por una Asociación reconocida oficialmente por la FIFA, hasta que la AFA homologó los títulos oficiales de la asociaciones disidentes de la era amateur, reconociendo así el campeonato obtenido por su clásico rival, Estudiantes de La Plata, en 1913.

## Década del 30

### La gira internacional (1930-1931)
Entre diciembre de 1930 y abril de 1931, el equipo de Gimnasia, que posteriormente se conocería como «El Expreso», se convirtió en el segundo equipo argentino en competir en Europa y primer equipo en jugar en Portugal, Checoslovaquia, Austria e Italia.
La gira comenzó el 8 de diciembre de 1930, cuando el equipo se embarcó en el buque «Lutetia», con rumbo a Brasil. Allí era la primera parada de una larga y a la vez corta gira futbolística, ya que se disputarían en total 27 encuentros a lo largo de cuatro meses que duraría la gira, algo atípico para ese tiempo.
Una vez en Brasil, se llevaron a cabo dos encuentros. El primero de ellos frente al Vasco da Gama, con quien empató en un gol. Cuatro días después le llegó el turno al Combinado Carioca, y terminó con el marcador adverso por 4:0.
Otra cuestión a destacar con estos dos encuentros, es que por primera vez el equipo albiazul jugó con la luz artificial, servicio aún no implementado para esos tiempos en las canchas argentinas.
Una vez concluido el encuentro en tierras brasileras, el equipo mens sana partió rumbo a España a bordo del buque «Asturias», en el cual pasarían la Navidad de 1930.

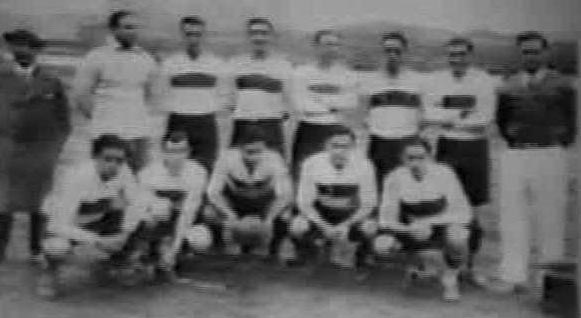
El equipo posando en Europa durante la gira de 1930.

Recién llegados a la «Madre Patria» y sin tiempo para entrar en conocimiento del lugar, el equipo albiazul se enfrentó al ya poderoso Real Madrid CF.
A pesar del largo viaje, el partido fue 3:2 a favor de Gimnasia, convirtiéndose así en el primer equipo del interior del país en ganarle al Real Madrid CF en su propia cancha. Al otro día, la prensa española tituló: «Los argentinos parecen haber nacido para jugar al fútbol».
El resumen del partido:
- 1 de enero de 1931. Amistoso. En Madrid (Chamartín)
- REAL MADRID - C GIMNASIA Y ESGRIMA (ARG)2:3
- Árbitro: Espinosa
- Goles: 1:0 Díaz 7´, 2:0 Sandoval 17´, 2:1 Lazcano 30´, 3:1 Sandoval 49´, 3:2 Galé 85´.

Real Madrid:
Vidal; Torregrosa, Ochandiano, Bonet, Antoñito, J.M. Peña, Lazcano (Leoncito), Eugenio, Gurruchaga, Galé, L. Olaso.
Gimnasia y Esgrima:
Pottazo, Barrio, De Lobo, Conti, Chalu, Belli, Sandoval, Arrillaga, Díaz, De Mario, Morgada.
Posteriormente, el 6 de enero, le llegó el turno al FC Barcelona en su cancha. Aquí también se lució el equipo conducido por Alfonso Doce, tras vencer a los locales por 2 a 1. En este partido, volvió a darse una particularidad, quien iba a ocupar la valla albiazul era Juan Botasso, por lo que al arquero suplente, Felipe Scarpone, se le dio la noche libre. Un par de horas antes del comienzo del juego, Botasso sufrió una lesión que lo dejó al margen del plantel, por lo que hubo que recurrir a Scarpone. A pesar de su condición física y a que el encuentro se disputó con una pelota mucho más liviana de lo habitual, el guardameta fue la figura del partido.

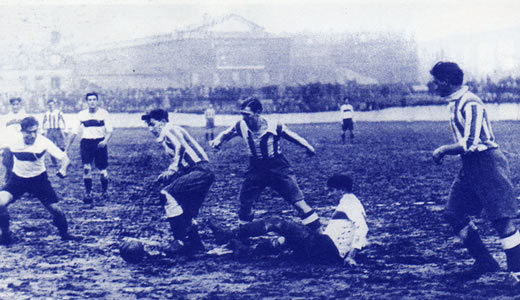
Partido en París, Francia.

Luego de su paso por España, en donde disputó un total de siete partidos, ganando cinco, empatando uno y perdiendo el otro, la comitiva viajó rumbo a Francia, donde jugó tan solo una vez, cayendo ante el equipo local Red Star por 2:0.

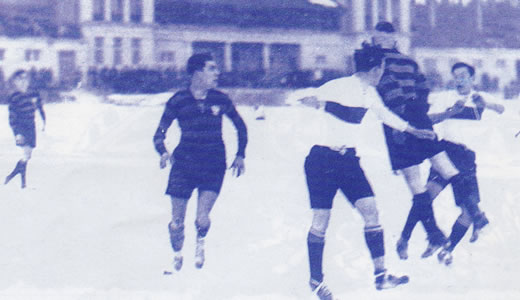
En Fráncfort (Alemania), bajo una intensa nevada.

De allí, partieron con rumbo a Alemania en donde disputarían un total de diez amistosos. En este país, Gimnasia se alzó con cuatro victorias, dos derrotas y la misma cantidad de empates. Supo jugar con mucho frío, campos completamente nevados y hasta una gran neblina.
Otro hecho histórico que se dio en Alemania, fue que cuando se midió contra el Combinado Dusseldorf, en Leipzig, un enviado especial de un diario porteño mandó a la Argentina la primera radiofoto que mostraba un gol de Ismael Morgada.
Una vez concluidos los programas en Alemania, la delegación se embarcó una vez más, pero esta vez rumbo a Italia. Aquí, se disputaron dos encuentros y ambos fueron empates, ante la Ambrosiana (3:3) y el SSC Napoli (2:2).
Italia fue la última parada. Aunque no del todo. De Nápoles volvieron a Barcelona, Lisboa, y de aquí retornaron a América, para poner punto final a la gira con otros tres encuentros en tierras brasileras.
Salieron desde La Plata el 8 de diciembre de 1930 presidiendo la delegación el señor Mario Sureda un conocido periodista platense y como entrenador Rafael «Kid» Lafuente, después gran boxeador de la ciudad.
Alfonso Doce fue el director técnico y empresario, partieron en el vapor francés Lutetia a lo que sería el debut en Brasil la delegación integrada por: Felipe Scarpone, Evaristo Delovo, Julio Di Giano, Vicente Ruscitti, José María Minella, Antonio Belli, Miguel Currell, Jesús Díaz, Arturo Naón, Juan González e Ismael Morgada de Gimnasia; plantel reforzado con Juan Botasso (Argentino de Quilmes), Pedro Chalú (Ferro Carril Oeste), Oscar Tarrio (San Lorenzo), Leonardo Sandoval y Juan Arrillaga (Quilmes) y Attilio Demaría (Estudiantil Porteño).
Todos los partidos de la gira:
| Fecha                   | Rival                             | Lugar del partido | Resultado |
| ----------------------- | --------------------------------- | ----------------- | --------- |
| 13 de diciembre de 1930 | Vasco da Gama                     | Brasil            | 1:1       |
| 17 de diciembre de 1930 | Combinado Carioca                 | Brasil            | 0:4       |
| 1 de enero de 1931      | Real Madrid                       | España            | 3:2       |
| 6 de enero de 1931      | Barcelona                         | España            | 2:1       |
| 11 de enero de 1931     | Marino                            | España            | 3:1       |
| 15 de enero de 1931     | Real Victoria                     | España            | 2:1       |
| 18 de enero de 1931     | Real Victoria                     | España            | 1:1       |
| 23 de enero de 1931     | Marino                            | España            | 4:0       |
| 25 de enero de 1931     | Real Victoria                     | España            | 0:2       |
| 31 de enero de 1931     | Red Star                          | Francia           | 0:2       |
| 2 de febrero de 1931    | Bermen                            | Alemania          | 3:6       |
| 8 de febrero de 1931    | Sportverein 1860                  | Alemania          | 1:1       |
| 15 de febrero de 1931   | Sportverein 1860                  | Alemania          | 4:0       |
| 21 de febrero de 1931   | Polizer Sport                     | Alemania          | 4:2       |
| 22 de febrero de 1931   | Vereim Fur Fortuna                | Alemania          | 0:0       |
| 28 de febrero de 1931   | Combinado Düsseldorf              | Alemania          | 2:1       |
| 1 de marzo de 1931      | Tennis Borussia                   | Alemania          | 1:2       |
| 4 de marzo de 1931      | Vereim Fur Fortuna                | Alemania          | 3:1       |
| 8 de marzo de 1931      | AC Sparta Praga                   | Checoslovaquia    | 3:1       |
| 12 de marzo de 1931     | WAC Rapid (Viena)                 | Austria           | 1:2       |
| 15 de marzo de 1931     | Ambrosiana (ahora Inter de Milán) | Italia            | 3:3       |
| 19 de marzo de 1931     | Napoli                            | Italia            | 2:2       |
| 25 de marzo de 1931     | Barcelona                         | España            | 0:3       |
| 29 de marzo de 1931     | Sport Benfica                     | Portugal          | 1:0       |
| 14 de abril de 1931     | Vasco Da Gama                     | Brasil            | 2:2       |
| 16 de abril de 1931     | Corinthians                       | Brasil            | 0:0       |
| 23 de abril de 1931     | Palestra (San Pablo)              | Brasil            | 1:2       |

### El Expreso de 1933

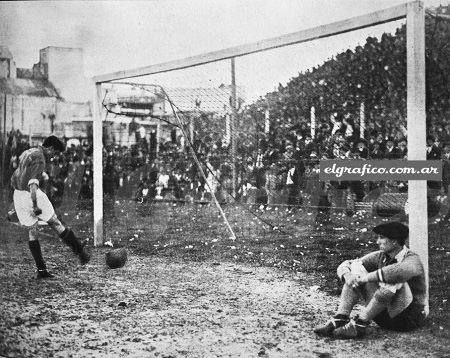
Los jugadores, disconformes con los fallos del árbitro Rojo Miró, se sentaron en la cancha (en la imagen, el arquero Herrera) y dejaron que los futbolistas de San Lorenzo convirtieran goles sin oposición. El juez paró el partido tras el 7:1.

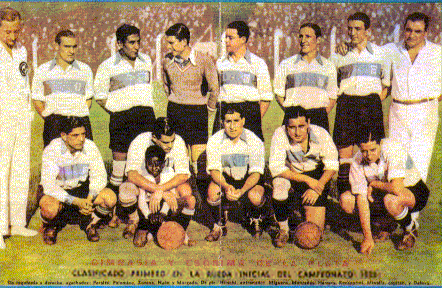
Una formación del equipo de 1933.

Entre el 12 de agosto de 1932 y el 9 de septiembre de 1934, Gimnasia y Esgrima obtuvo 5 clásicos de forma consecutiva, cuatro por torneos oficiales y uno correspondiente a la Copa Beccar Varela. Durante este periodo dirige tácticamente al primer equipo de fútbol Emérico Hirschl, el primer Director Técnico extranjero del profesionalismo.
El denominado «Expreso» gana la primera rueda del campeonato de primera división y termina el campeonato en la cuarta ubicación con un récord de 21 triunfos, 4 empates y 9 derrotas.
En la segunda vuelta, Gimnasia y Esgrima La Plata lideró el campeonato, hasta que debió enfrentar a Boca Juniors y a San Lorenzo de Almagro. En estos cotejos el equipo albiazul resultó perjudicado por los arbitrajes, según indicaron fuentes periodísticas de la época.
Contra Boca Juniors en la fecha 26, el «Lobo» ganaba 2:0 y perdió tras un gol de penal mal cobrado por el juez del partido, De Dominicis (luego expulsado de la asociación), y otro en clara posición adelantada, el marcador final fue 3:2.
Ante San Lorenzo de Almagro en la fecha 28, a Gimnasia y Esgrima La Plata no le cobraron un penal y sí un gol en su contra que para el árbitro Rojo Miró, traspasó la línea. Luego de estos sucesos durante el partido, los jugadores platenses hicieron una sentada en el campo de juego, forzando al árbitro a suspenderlo, (Gimnasia y Esgrima La Plata luego de la sentada permitió cinco goles y el encuentro finalizó 7:1).
Sin embargo, aquel equipo, cuyo máximo goleador fue Arturo «El torito» Naón con 33 goles, ya había entrado en la memoria de los hinchas: nacía «El Expreso».
La formación base era: Herrera; Evaristo Delovo y Recanatini; Oscar Montañez, Minella y Miguens; T. González, Palomino, Arturo Naón, Zoroza y Morgada. DT: Emérico Hirschl. También jugaron en este campeonato: Martín, Farías, Belli, Curell, Garza, Gainzarain y Manuel «Ajito» Fidel.
En 1934 Gimnasia terminó en el noveno puesto tras obtener 14 triunfos, 10 empates y 15 derrotas, siendo Arturo Naón su goleador con 25 goles. Al año siguiente, el equipo terminó en el posición número 13, siendo los datos destacados las victorias ante River (6:4), Platense (8-2) y el campeón Boca Juniors (1:0).
Gimnasia fue uno de los clubes fundadores de la Asociación de Bochas de La Plata. En 1934 se reinauguró la cancha de bochas en el predio del bosque, contando con un vestuario. Cinco años más tarde, en 1939, se instalaron dos canchas reglamentarias de bochas en local cerrado en el predio del estadio del bosque.

## Década del '40

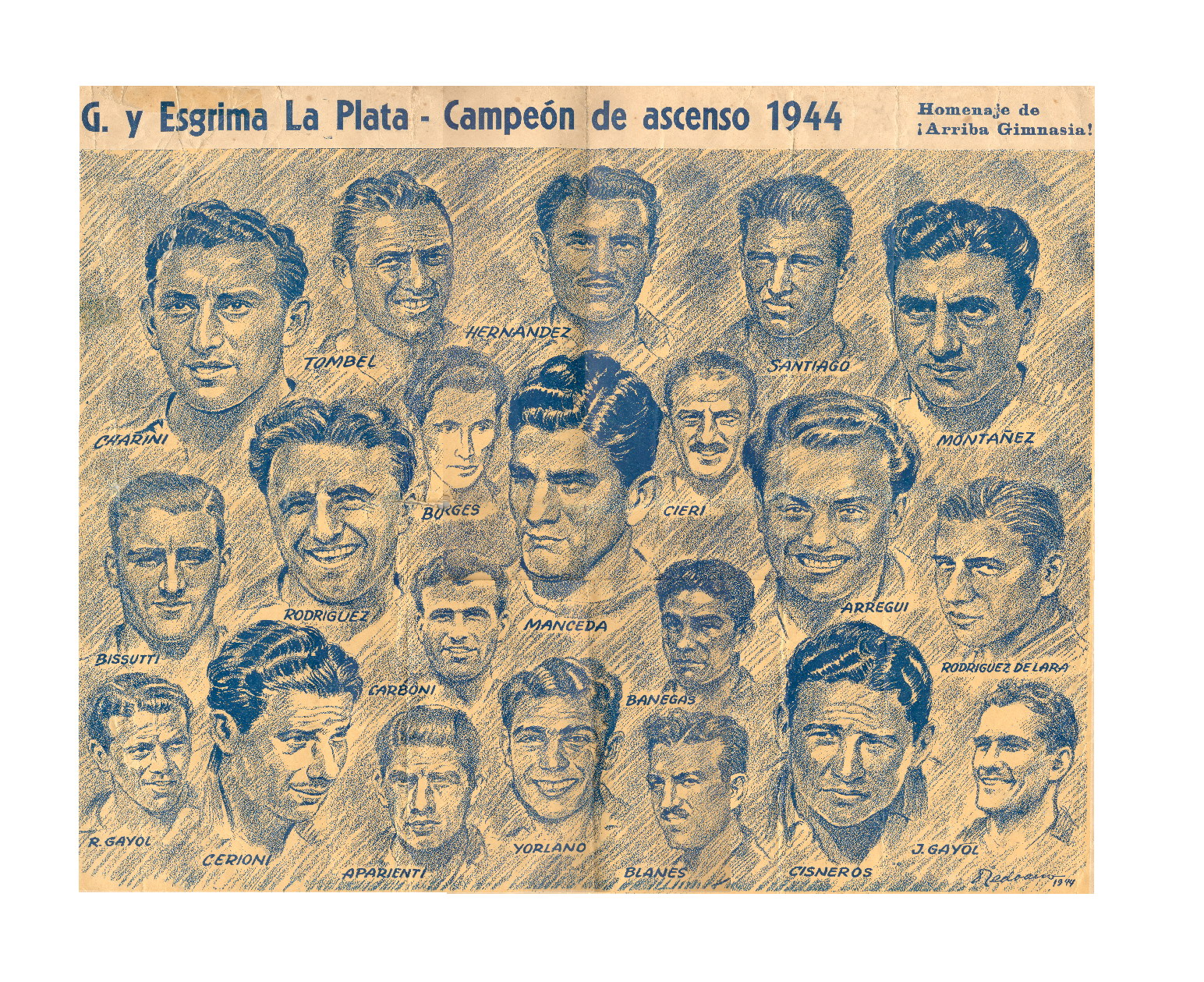
Equipo de Gimnasia y Esgrima La Plata en 1944.

Durante la década del 40, Gimnasia tuvo un rendimiento irregular, lo que le costó dos descensos a la Primera B. En 1943 Gimnasia realiza una mala campaña, dónde termina en la última posición y desciende a la segunda división del fútbol profesional argentino. En julio de es habilitada la cancha de pelota paleta y gran cantidad de socios se inscriben en sus categorías. Al año siguiente se logra el título nacional de la cuarta categoría. Al año siguiente, Gimnasia a través de 31 triunfos, 4 empates y 5 derrotas, logra el primer lugar, obteniendo de esta forma el campeonato de segunda división y el ascenso a la primera.
En 1945, el equipo recién ascendido, termina el campeonato en el último lugar, sufriendo de esta manera otra vez el descenso. Gimnasia permanece en la Primera B durante dos temporadas (1946 y 1947). En 1947, el equipo sale campeón tras 25 victorias, 7 empates y 6 derrotas y vuelve a la primera división. En 1948 el equipo de Gimnasia realiza otra vez una mala campaña, donde sale último en la tabla de posiciones. Pero en ese año no hubo descensos. Los dos años siguientes Gimnasia realiza campañas modestas.  En 1949 en el encuentro que Gimnasia le ganó a River Plate por 2:1 se retiró lesionado al minuto de juego el arquero «mens sana» Cammaratta siendo suplantado por el zaguero Chiarini, quien jugó los 89 minutos restantes. Comienza a practicarse a principios de año informalmente Hockey sobre césped y a mediados de abril el club se afilia una Asociación Metropolitana —para los equipos del Gran Buenos Aires—, llevándose a cabo los partidos en el estadio del bosque.
Se conforma la Asociación Platense de Tenis de Mesa y la Federación Argentina de las cuales Gimnasia es miembro fundador de la primera, y consigue la mayoría de los torneos organizados durante seis años.

## Década del 50

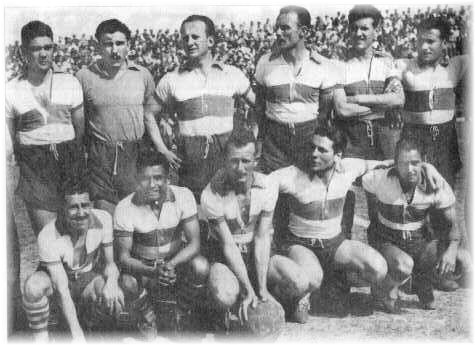
El equipo de 1952.

En 1951 el primer equipo de Gimnasia termina último en la tabla de posiciones y desciende nuevamente de categoría. En 1952, con Manuel Fidel como director técnico del primer equipo, Gimnasia sale campeón de la segunda división y vuelve a primera división. En ese torneo el club consiguió 21 victorias y 9 empates, mientras que solo perdió 4 partidos. Terminó el torneo con 51 puntos, a tan solo un punto del segundo puesto ocupado por Tigre y a 5 de Colón de Santa Fe que terminó tercero. Cabe agregar, que tuvo 86 goles a favor y 43 en contra, y que José Chirico fue el goleador del equipo con 27 goles.
En 1953, en su retorno a la máxima categoría del fútbol argentino, Gimnasia alcanza la sexta posición con 32 puntos. El equipo dirigido técnicamente por Ongaro había cosechado 13 victorias, 6 empates y perdió 11 partidos, con 55 goles a favor y 43 en contra.
Durante los restantes años de la década (1954-1960), Gimnasia disputó los campeonatos de primera división terminando la mayoría de las veces por la mitad de la tabla de posiciones.

## Década del 60
A principios de la década del 60 el Hockey del club fue suspendido por 99 años debido a incidentes durante el desarrollo de un partido, dando origen a la sección de hockey del Club Universitario de La Plata.

### Copa Gobernador Alende (1960)

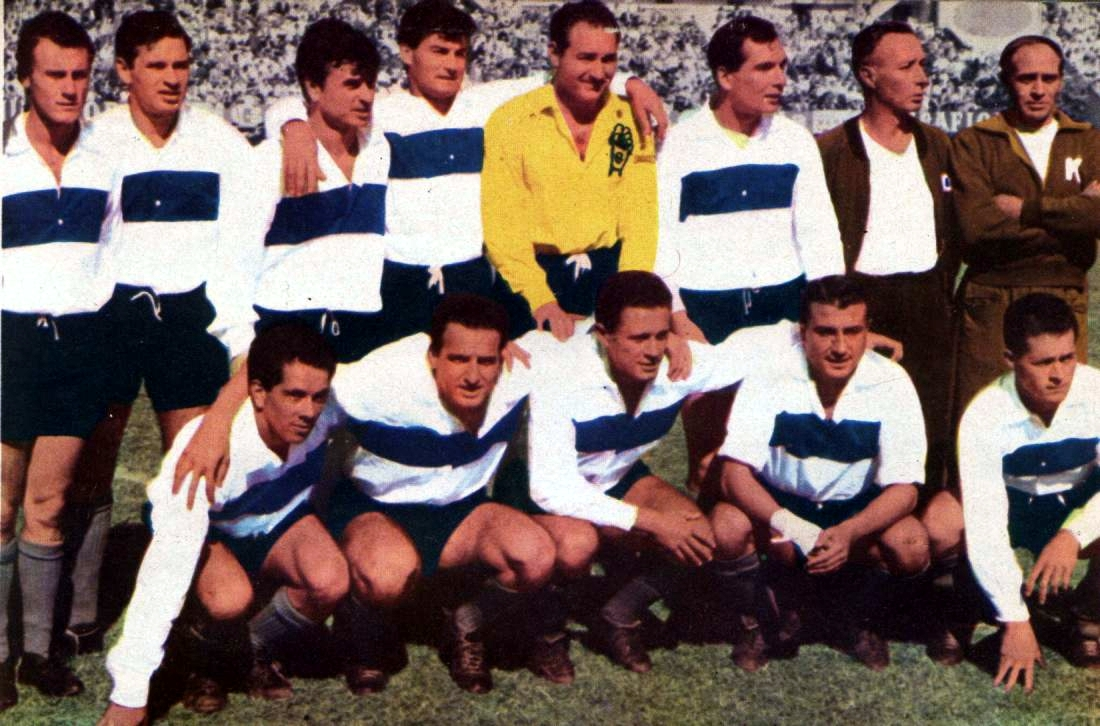
Una formación del equipo de 1960.

Esta copa, de carácter amistoso, se disputó en 1960 y fue organizada por el Club Estudiantes de La Plata. Se la llamó Copa Gobernador de la Provincia de Buenos Aires Dr. Oscar Alende, en homenaje al gobernador Oscar Alende. La copa fue un cuadrangular internacional, en la que participaron Estudiantes, Gimnasia, Club Nacional de Football y Club Atlético Peñarol.
Gimnasia ganó los dos encuentros contra los equipos uruguayos: 5:2 a Nacional y 1:0 a Peñarol. Mientras que Estudiantes perdió sus respectivos partidos por 0:1 y 2:5.
En la última fecha empató con Estudiantes 2:2. Así, el 13 de febrero de 1960, Gimnasia se coronaba campeón de la copa Gobernador Alende, en el estadio de su clásico rival en 57 y 1, el Jorge Luis Hirschi.

### 1960-1961
Además de la Copa Gobernador Alende, en 1960 el equipo platense disputó el torneo de primera división. En ese torneo Gimnasia terminó en la 12.ª posición con 25 puntos resultado de 9 victorias, 7 empates y 14 derrotas.
Al año siguiente, en 1961 el equipo empezó siendo dirigido por Carlos Aldabe quien renunció tras perder el clásico y caer ante Chacarita Juniors por goleada. El puesto fue ocupado por el uruguayo Enrique Fernández Viola. Un dato interesante de esta campaña fue que faltando 3 fechas para la finalización del torneo, Gimnasia enfrenta de local a Racing Club (quien ya era campeón) y lo derrota por 8:1, siendo esta la mayor goleada en la historia profesional del club. En este torneo el equipo terminó en la novena posición sumando 28 puntos y el goleador de Gimnasia fue Diego Bayo. También le ganó por goleada a Ferrocarril Oeste por 7:1.

### El Lobo de 1962

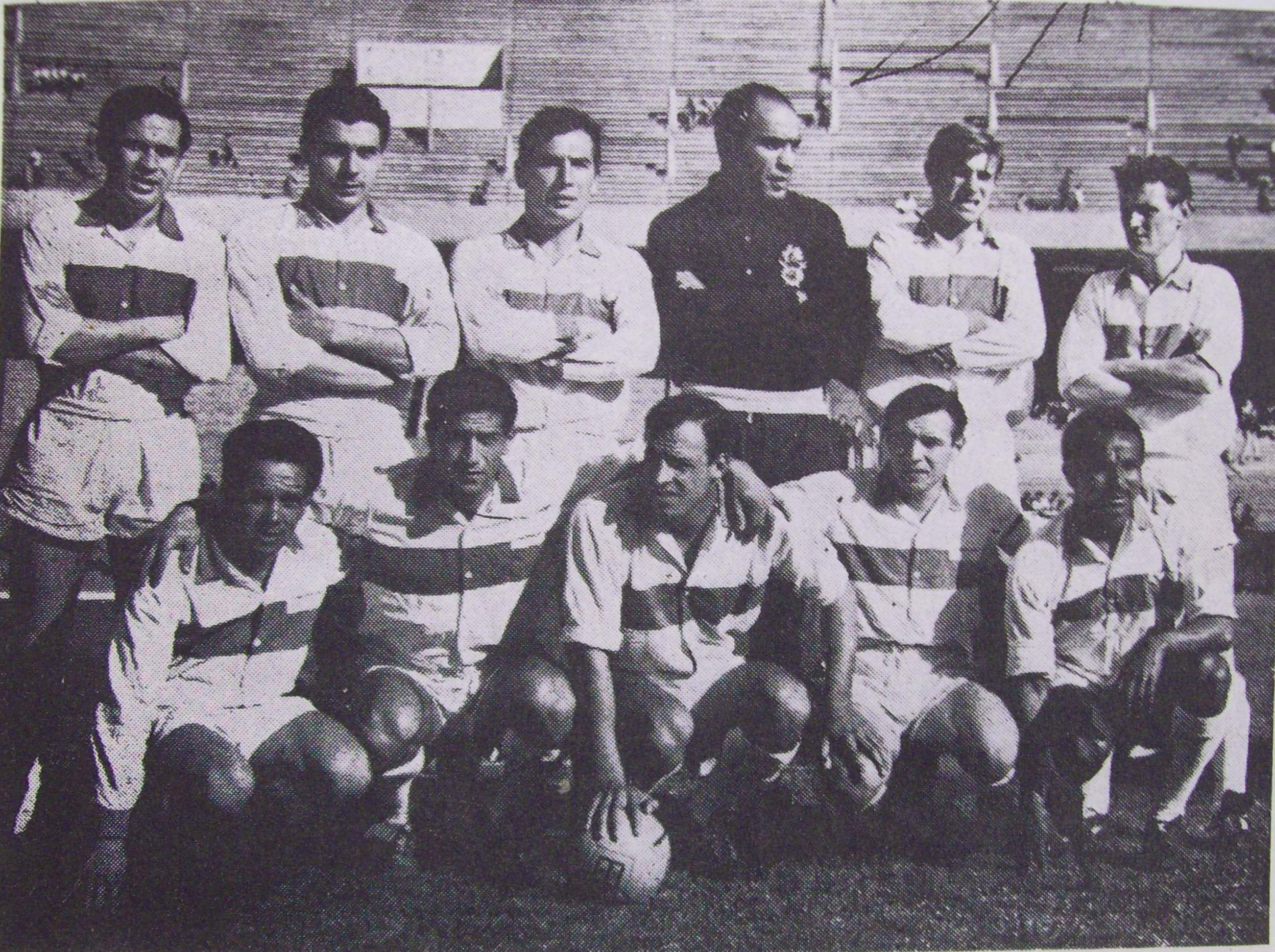
Formación del equipo de 1962.

En 1962, Gimnasia sale tercero en el campeonato de Primera División con 16 triunfos, 6 empates y 6 derrotas. Esta fue una buena campaña del equipo platense que, tras un arranque irregular, consiguió mantenerse invicto durante 15 fechas (entre la 9. a fecha de la primera rueda y la 10. a de la segunda rueda) con 9 victorias consecutivas (entre la 15. a fecha de la primera rueda y la 9. a de la segunda), llegando a liderar el campeonato hasta unas fechas antes de su término.
El equipo fue dirigido por el uruguayo Enrique Fernández Viola hasta el partido con Estudiantes, el cual perdió por 0:1 en condición de local, por lo cual dejó su cargo. Eliseo Prado asumió la conducción interinamente, hasta que Adolfo Pedernera se hizo cargo del equipo. Pedernera duró en el cargo hasta tres fechas antes de finalizar el torneo y el puesto fue ocupado de forma interina por Infante.
El goleador del equipo fue Alfredo «Tanque» Rojas con 17 goles, seguido de Diego Bayo con 10 goles. Gimnasia logró marcar 47 goles, y recibió 28 goles, dejando un saldo de 19 goles a favor.
La formación base era: Carlos Minoian; Pedro Galeano y José Marinovich; Walter Davoine, Daniel Carlos Bayo y Domingo Lejona; Luis Ciaccia, Héctor Antonio o Eliseo Prado, Alfredo «Tanque» Rojas, Diego Francisco Bayo y «Huaqui» Gómez Sánchez. También jugaron en el primer equipo: Francisco Gerónimo (arquero), Antonio López, Héctor Trinidad, José Perillo, Natalio Sivo, Jorge Mallo, Antonio Arena y Hugo Carro.

### 1963-1969

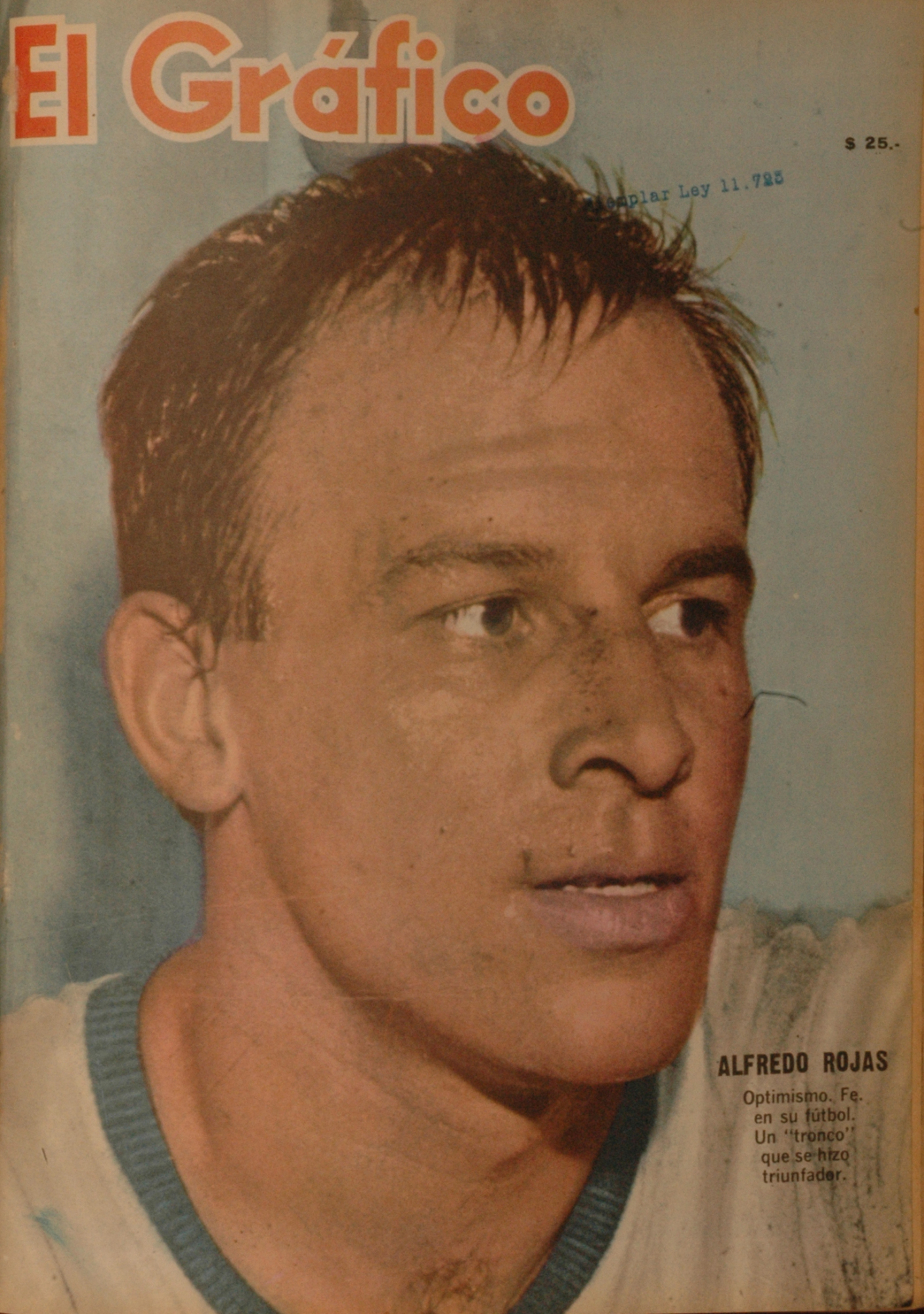
Alfredo Rojas con Gimnasia en 1964.

En 1963, Gimnasia termina el campeonato en la 13.ª posición, a solo tres puntos del último puesto. El dato destacado de esa temporada fue que el 25 de junio golea a su clásico rival por 5:2, con goles de Ciaccia, Gómez Sánchez, Diego Bayo y dos del «Tanque» Rojas, siendo este su mejor resultado ante Estudiantes. Al año siguiente termina en la misma posición.
En 1965 termina ante-último en la tabla de posiciones, arriba de Chacarita Juniors por apenas un punto. En 1966, Gimnasia mejora sus actuaciones y culmina el campeonato en la octava posición, con 13 partidos ganados, 13 empatados y 12 perdidos.

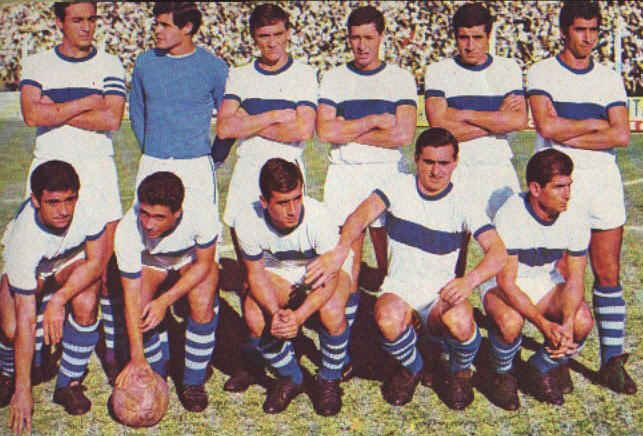
Formación de 1967.

A finales de los años 60, la AFA realizó modificaciones a los campeonatos de fútbol creando el Campeonato Metropolitano, con los equipos afiliados directamente a la AFA divididos en dos zonas, y el Nacional, en el que participaban los conjuntos afiliados a la AFA que clasificaban en los primeros puestos del Metropolitano. El resto, los que no ingresaban a las instancias finales de las competencias oficiales, participaba del Promocional y el Reclasificatorio, junto a otros conjuntos que representaban otras ligas del país.
En el primer año de disputa, 1967, Gimnasia se consagró campeón del torneo Promocional. Este año la Banda de Música de la Policía bonaerense grabara el himno oficial del club, escrito en 1915. Durante este año también el club adquiere el predio de 160 hectáreas conocido con el nombre de Estancia Chica (estancia de mediados del siglo XX), lugar de entrenamiento y concentración del plantel profesional de fútbol del club. El 13 de diciembre asume la presidencia el Dr. Pedro Osvaldo Enrique Soria, pero debido a diferencias con sus pares de la Comisión Directiva renuncia a la misma, asumiendo Oscar Emir Venturino el 2 de abril de 1968, quien fuera presidente hasta 1979, siendo así quien más años dirigiera los destinos de la institución.

## Década del 70

### La Barredora (1970) en fútbol y gira en básquet

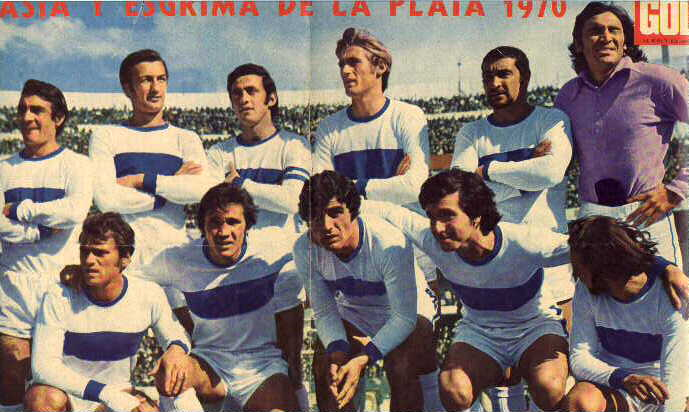
Formación del equipo de 1970.

Uno de los equipos recordados por los simpatizantes del club es «La Barredora».
En 1970, logró clasificarse para disputar la semifinal contra Rosario Central que había ocupado el primer puesto de la zona A del Nacional.
Gimnasia por su parte había clasificado segundo en la zona B, después de Chacarita Juniors. Ocurrió un conflicto entre los jugadores y los dirigentes del club por motivos económicos y el presidente Oscar Venturino decide presentar a la tercera división. El resultado final fue 3:0 para el equipo rosarino.
El equipo estaba conformado por: Hugo Orlando Gatti; Ricardo Rezza, José Bernabé Leonardi, José Masnik, Roberto Zywica, Roberto Gonzalo; Héctor Pignani, José Santiago, Delio Onnis, José Néstor Meija, Jorge Castiglia.
La formación que reemplazó a la Barredora en el partido final contra Rosario Central fue: De Tomas, Gottfrit y Di Bastiano; Agostinelli, Berrios y R. Pérez; Aguayo, Espinosa, París (Santillán), Maldonado y Miranda.
En cambio, el equipo de básquet del club se dio el gusto de realizar una gira por Europa entre diciembre de 1970 y enero de 1971. Este equipo estaba integrado por: Marcelo Arnal, Eduardo «Tato» Bava, Orlando «Chungo» Butta, Ernesto Gehrmann, Santos Melluso, Adolfo «Gurí» Perazzo, Carlos Ratier, Carlos Alberto «Gallego» González, el mendocino Jorge Becerra, el santiagueño Gustavo Chazarreta y el bonaerense Carlos Pellandini. El director técnico era Miguel Ángel Ripullone.
Durante ésta, Gimnasia participó del cuadrangular Torneo de Navidad del Real Madrid, del cual finalizó tercero. Luego se enfrentaron contra el Santander de España y el Asti de Italia, además de realizar prácticas a puertas cerradas con el Napoli de Italia.

### 1971-1978
En el campeonato metropolitano 1971, el Gimnasia era dirigido por José Varacka se clasificó en el decimosegundo puesto y décimo del Grupo A en el campeonato Nacional del mismo año. Al año siguiente, Gimnasia clasificó decimoquinto en el Metropolitano y cuarto en el Reclasificatorio.
En 1973, Gimnasia clasifica sexto del Grupo A en el Metropolitano y séptimo del Grupo B en el Nacional. A partir del 21 de diciembre de 1974 se establece el nombre de Juan Carmelo Zerillo al estadio del bosque en homenaje al expresidente albiazul.

#### Campeón en baloncesto y descenso en fútbol

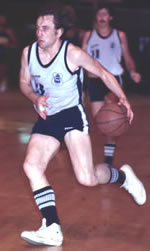
Carlos Alberto «el gallego» González.

Tras dos subcampeonatos seguidos en 1976 y 1977, el equipo de baloncesto de Gimnasia y Esgrima alcanzó su punto máximo durante las campañas de 1978 y 1979. El primer título que obtuvo fue en 1978 al vencer en el estadio de Ferro a Obras Sanitarias por 72 a 67 el título Metropolitano. Fueron baloncestistas en este período Carlos Alberto «el gallego» González, Ernesto «Finito» Gehrmann, Peinado, y estadounidenses como Michael Thomas Jackson, Lawrence Jackson Jr y el base Clarence Edgar Metcalfe, quien era el líder del equipo y salió elegido como el mejor baloncestista de la liga en 1979. Un año más tarde Gimnasia y Esgrima vuelve a obtener el torneo, coronándose campeón del Metropolitano 1979, nuevamente ante Obras Sanitarias, esta vez por 92 a 84.
En cambio, luego de una mala actuación del primer equipo de fútbol en el Campeonato Metropolitano, el lobo debe jugar un cuadrangular para determinar los tres descensos de ese año, ante los clubes Platense, Chacarita Juniors y Atlanta. Con 3 partidos ganados, 1 empatado y 2 perdidos, 7 goles a favor y 8 en contra Gimnasia desciende a la Segunda categoría.
En este torneo Carlos Dantón Seppaquercia convierte el gol más rápido en la liga argentina de fútbol, frente a Huracán después de 5 segundos el día 18 de marzo de 1979.
La formación base fue: Vidallé; Magallán, Pellegrini, Sergio Castro y Alí; Tutino, Avelino Verón y García Amaijenda; Cerqueiro, Montagnoli y Forgués. DT: Antonio Ubaldo Rattín. También jugaron Carlos Dantón Seppaquercia, Oscar Pérez, Restelli, Labaroni, Cragno, Villarreal, Gutiérrez, Solari y Esquivel.

## Década de 1980

### Primera "B" (1980-1984)
Gimnasia permaneció en la Primera "B" durante 1980 a 1984. El primer año consiguió el cuarto lugar en la tabla de posiciones tras ganar 19, empatar 8 y perder los restantes 11 encuentros. El equipo fue dirigido por Roberto Iturrieta durante las primeras fechas y luego su puesto fue ocupado por José Santiago.
En 1981 obtuvo el séptimo lugar con 14 triunfos, 17 empates y 11 derrotas, lo que dejó al equipo sin posibilidades de lograr el ascenso. En este torneo el goleador del equipo mens sana fue Jorge «Potro» Domínguez con 17 goles.
En 1982 salió primero del grupo A con 17 triunfos, 15 empates y 10 derrotas. Así clasificó para jugar el octogonal por el ascenso, pero resultó eliminado tras perder por penales la semifinal ante Temperley. Gimnasia fue el equipo goleador del torneo con 73 goles, y su goleador fue nuevamente Jorge «Potro» Domínguez con 21 goles.
Y en 1983, tuvo una muy floja campaña que lo dejó posicionado en el último puesto con 8 triunfos, 15 empates y 19 derrotas.

### El ascenso (1984)
En 1984, Gimnasia logra el ansiado regreso a la Primera División tras obtener el tercer lugar en la tabla de posiciones con 18 triunfos, 10 empates y 14 derrotas, clasificándose así para disputar el Octogonal por el segundo ascenso a Primera "A". De este octogonal formaron parte Racing Club, Argentino de Rosario, Club Atlético Tigre, Defensores de Belgrano, Club Atlético Lanús, Nueva Chicago y Deportivo Morón.
Gimnasia eliminó del octogonal en cuartos de final a Argentino de Rosario tras empatar 1:1 en calidad de visita, y ganar 2:1 de local. Luego, en la semifinal enfrentó a Defensores de Belgrano logrando un empate 2:2 de visitante y una victoria 1:0 de local. De esta forma alcanzó la instancia final donde logró vencer en dos oportunidades a Racing Club (3:1 como visitante y 4:2 como local).
El plantel estaba conformado por futbolistas como Ricardo «el pulpo» Kuzemka, Carlos Carrió y Osvaldo Ingrao, mientras que su entrenador era Nito Veiga. Los goleadores del conjunto mens sana fueron Carlos Carrió y Osvaldo Ingrao con 12 goles cada uno y Gabriel Pedrazzi con 10 goles.

### Vuelta a Primera
En 1985 Gimnasia vuelve a disputar los campeonatos de Primera División tras el ascenso obtenido en 1984. En su primera temporada en primera división se clasificó en el décimo lugar con 36 puntos (9 partidos ganados, 18 empatados y 9 perdidos). En la 1986/1987, terminó en el 13.eɽ lugar con apenas 37 puntos fruto de 12 victorias, 13 empates y 13 derrotas.
En la temporada siguiente Gimnasia ocupó el quinto puesto en la tabla de posiciones sumando 43 puntos (11 victorias, 21 empates y 6 derrotas). Cabe destacar que en esta temporada el equipo terminó invicto jugando de local y los dos clásicos terminaron empatados.
En 1988/1989, el equipo mens sana se clasificó en la décima posición tras haber obtenido 10 victorias, 16 empates y 12 derrotas, totalizando un total de 57 puntos. En 1989/1990, Gimnasia termina en la séptima posición luego de 12 victorias, 15 empates y 11 derrotas, con 39 puntos.

## Década de 1990

### Copa Nehru 1990
En ocasión del centenario del nacimiento del ex primer ministro de la India Jawaharlal Nehru se jugó la Copa Nehru y Gimnasia es invitado a participar en representación de Argentina.
Participaron además del club platense Olimpia de Paraguay, Lyngby de Dinamarca, La Selección de Zambia, Metallic de Rusia y varios equipos del fútbol hindi.
Resultados:
- Gimnasia y Esgrima la Plata 1:0 Lobo;
- Gimnasia y Esgrima la Plata 2:0 The Mohamed Sporting;
- Gimnasia y Esgrima la Plata 2:0 Lyngby BK de Dinamarca;
- Final: Club Olimpia de Paraguay 1:0 Gimnasia y Esgrima La Plata.[48]

### Copa Conmebol 1992y «Gol del terremoto»

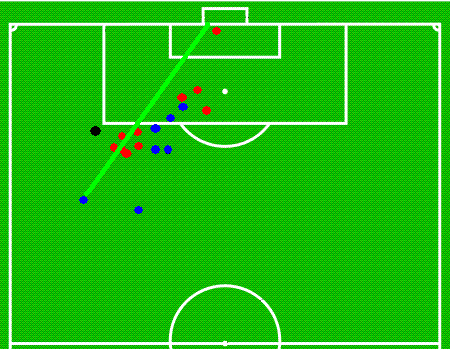
José Perdomo convirtió desde 35 metros el denominado «Gol del terremoto».

Una curiosidad se dio durante el clásico jugado el 5 de abril de 1992. Ante el festejo de gol de Gimnasia, convertido a los 9 minutos del segundo tiempo, las vibraciones provocadas por el festejo fueron registradas en el sismógrafo del departamento de Sismología e Información Meteorológica del Observatorio Astronómico La Plata Por tal motivo es recordado como el gol del terremoto. El partido terminó 1:0 a favor de Gimnasia y Esgrima. El encuentro lo terminó ganando el Lobo por 1:0. A dicha anotación se la conoce como «Gol del terremoto» y convertido por el uruguayo José Perdomo de tiro libre.
Ese mismo año Gimnasia y Esgrima La Plata clasificó por primera vez a una copa de carácter internacional, como lo fue la Conmebol, organizada por la Confederación Sudamericana de Fútbol.
En la primera fase viajó a Chile para enfrentar al O'Higgins con el cual empató 0:0; luego, en la revancha en la ciudad de La Plata, el equipo platense se impuso por 2:0 y clasificó para los cuartos de final; ya en esta instancia tuvo que enfrentar a Peñarol de Uruguay, con el cual empató 0:0 en calidad de visitante y una victoria por 3:1 en el estadio del bosque.
En la semifinal le tocó disputar la clasificación a la final frente al Club Olimpia de Paraguay. Ambos encuentros (ida y vuelta) terminaron empatados en cero y la clasificación se decidió por penales. Fue ahí donde el equipo paraguayo logró la diferencia y se clasificó a la final con un marcador 0:3, dejando afuera al equipo platense.

### Torneo Centenario (1993-1994)
En 1993, la Asociación del Fútbol Argentino organizó un torneo denominado «Copa Centenario», al cumplirse 100 años de la creación de la Association Argentine Football League.
Todos los equipos de Primera División de ese momento disputaron encuentros de ida y vuelta con sus clásicos rivales. A partir de allí se jugaron dos rondas (ganadores y perdedores) con el sistema conocido como «doble eliminación».
Gimnasia comenzó eliminando a su clásico rival Estudiantes, a quien venció 1:0 en el partido de ida con gol de Guillermo Barros Schelotto y empatando 0:0 en el partido de vuelta. Continuó eliminando rivales (Newell's Old Boys, Argentinos Juniors y Belgrano) consagrándose triunfador de la ronda de ganadores.
River Plate fue el ganador de la ronda de perdedores, por lo que la final se disputó en el estadio de Gimnasia. River para ser campeón debía vencer a los platenses en dos oportunidades.
Luego de un torneo en el que se disputaron 52 partidos, la final se jugó el 30 de enero de 1994 y a los 10 minutos de juego el arquero de Gimnasia, Javier Lavallén le contuvo un penal a Rivarola de River. Luego Hugo Romeo Guerra puso el 1:0 a los 44 minutos del primer tiempo, empatando Villalba de River. Pablo Fernández y Guillermo Barros Schelotto pusieron cifras definitivas.
Gimnasia ganó 3:1 y así obtuvo la Copa Centenario, competencia que se disputó por única vez en 1993 (en conmemoración al centenario de la AFA), con esta formación: Javier Lavallén; Guillermo Sanguinetti, Pablo Morant, Darío Ortiz y Sergio Dopazo; Pablo Fernández, José María Bianco, Talarico y Gustavo Barros Schelotto; Guillermo Barros Schelotto y Hugo Romeo Guerra.

### Copa Sanwa Bank (1994)
En 1994, Gimnasia viajó a Japón para jugar la Copa Sanwa Bank, a la que fue invitado por la J-League al ser el campeón del torneo o copa Centenario de la AFA. La copa se disputaba en un solo partido y tuvo que jugar contra el campeón de la J-League, el Verdy Kawasaki (actualmente conocido como el Tokio Verdy).
El partido se jugó en el Estadio Nacional de Shinjuku, Tokio, y terminó en tiempo reglamentario con un empate 2:2, y se definió en los penales, donde el Verdy Kawasaki ganó por 4:2.

### El equipo de Griguol (1994-1999)
Carlos Timoteo Griguol fue contratado por el club durante el Apertura 1994, para ocupar el cargo de director técnico que hasta ese momento era ocupado por Roberto Perfumo. En su primer torneo el equipo clasifica en el décimo puesto de la tabla principal.
En el torneo siguiente (Clausura 1995), Gimnasia se mantuvo invicto por 13 fechas y solo fue derrotado en dos partidos. Terminó segundo en la tabla de posiciones (con 29 puntos) detrás de San Lorenzo a un solo punto. El equipo lideraba la tabla hasta el último partido con Independiente, en el cual con un triunfo se coronaba campeón. Ese partido lo termina perdiendo con gol de Javier Mazzoni para Independiente, mientras que San Lorenzo ganaba su partido correspondiente y se coronaba campeón. En este torneo Gimnasia logró 12 victorias, 5 empates y 2 derrotas, con 29 goles a favor y 13 en contra.
En el Apertura 1995, Gimnasia termina en la decimoquinta posición con 21 puntos sumando 6 empates, 8 derrotas y apenas 5 victorias, además solo obtuvo 14 goles a favor.
Con Griguol a la cabeza, el equipo también logró el subcampeonato en el Clausura 1996. Y en la temporada 1997/1998, Gimnasia logra la mejor cosecha de puntos de su historia, totalizando 69 puntos (32 puntos en el Apertura 97 y 37 en el Clausura 98). En la reinauguración de La Bombonera (el 5 de mayo de 1996) Gimnasia goleó a Boca Juniors por 6:0. En la siguiente temporada, Gimnasia salió subcampeón del Torneo Apertura 1998. El 22 de marzo de 1999, en un partido histórico Gimnasia y Esgrima La Plata le gana a su homónimo jujeño por 7:5.

## Década del 2000

### 1999-2005
En 1999, tras el alejamiento de Carlos Timoteo Griguol, la comisión directiva del club contrata a Gregorio Pérez como DT. Pérez estuvo al frente del equipo durante los torneos Apertura 1999 y Clausura 2000, consiguiendo el decimosegundo y décimo puesto en la tabla de posiciones, respectivamente.
Gregorio Pérez deja el cargo en el 2000, y vuelve a la institución Carlos Griguol, logrando el tercer puesto en el torneo Apertura 2000 y decimonoveno en el Clausura 2001. En un partido por la Clausura 2000, Gimnasia gana 6:0 con Colón. Un resultado muy poco común (hacía 60 años que no se daba un resultado semejante).
En 2001, llega Carlos Ramacciotti a la conducción técnica del primer equipo de Gimnasia, por segunda vez puesto que con él había llegado a la final de la Copa Centenario en 1993 (luego obtenida bajo la conducción técnica de Roberto Perfumo). En el Clausura 2002, logra un subcampeonato, terminando detrás de River Plate. En ese torneo el goleador del equipo fue Facundo Sava, quien formaba un tridente ofensivo junto a Claudio «Caio» Enría, y Mariano «potrerito» Messera. Gracias a este segundo lugar Gimnasia y Esgrima logra participar de la Copa Libertadores 2003.
En la temporada 2003-2004 vuelve por tercera vez a la conducción técnica del equipo Carlos Timoteo Griguol. El 15 de agosto de 2004 debuta como técnico de Gimnasia, Carlos Ischia, en el partido contra Almagro que culminó en un empate 0:0. Ischia renunció al cargo tras el partido frente a Boca Juniors del día 13 de marzo de 2005, que terminó con la derrota del equipo albiazul por 0:1. En este mismo ciclo, el equipo de baloncesto logró el subcampeonato de la Liga Nacional.

### El equipo de Troglio (2005-2007)
En marzo de 2005, el presidente de Gimnasia Juan José Muñoz contrata a Pedro Antonio Troglio para que reemplace a Carlos Ischia en la conducción técnica del primer equipo de la institución. En el Clausura 2005 el equipo logra una remontada en los resultados y de esa forma logra evadir la promoción. La última goleada a favor de Gimnasia y Esgrima ante Estudiantes fue durante el Torneo Clausura 2005, el 12 de junio por la 16.ª Fecha del torneo, por 4:1 en el Estadio del Bosque.
Esta mejoría en el juego que se notó desde la llegada de Troglio al club, se mantuvo y en el Torneo Apertura 2005 termina en la segunda posición detrás de Boca Juniors. En esa temporada (2005/2006), Gimnasia vuelve a alcanzar 69 puntos, su máxima cosecha de puntos en una temporada (37 en el Apertura 2005 y 32 en el Clausura 2006). Por estas actuaciones logra la clasificación a la Copa Sudamericana 2006 y a la Copa Libertadores 2007. El 15 de octubre de 2006 sufrió una histórica goleada con su clásico rival, cayendo por 7-0 en el Estadio Ciudad de La Plata, al cual nunca pudo vencer en ese campo de juego.

### Tres DTs en un año (2007)
En 2007, quedó eliminado de la Copa Libertadores en primera fase pese a imponerse en su último encuentro por 3:0 a Defensor Sporting de Uruguay, el tercer equipo de dicho país en cantidad de torneos obtenidos. El 2 de abril de 2007, Pedro Troglio renunció al cargo de director técnico de Gimnasia, y mientras la comisión directiva encontraba un reemplazante, fue Ricardo Kuzemka quien se hizo cargo de la conducción técnica del primer equipo.
El 22 de abril de 2007, Juan José Muñoz y su comisión directiva contratan al colombiano Francisco «Pacho» Maturana. Tras una mala cosecha de puntos, casi escasa, el 17 de agosto Francisco Maturana dejó de ser el DT de Gimnasia. El 26 de agosto de 2007, se contrata a Julio César Falcioni (un conocido del club puesto que había sido el arquero del club en 1990) para que se haga cargo del equipo.

### Presidencia de Gisande (2007-2010)
En las elecciones de diciembre de 2007 gana las elecciones la lista de Walter Gisande, al imponerse sobre la lista de Gabriel Pellegrino por solo 16 votos. Una de las promesas de sus propuestas fue su intención de que el exfutbolista Guillermo Sanguinetti sea el nuevo entrenador del club.
Posteriormente, el Intendente de la ciudad de La Plata, Pablo Bruera, manifestaría que Gimnasia y Esgrima podrían volver a desempeñarse como local en su estadio, y cedería tierras adicionales a la institución.
La Federación Internacional de Historia y Estadística de Fútbol (IFFHS según sus siglas en inglés) ubica a Gimnasia y Esgrima en el 8° lugar entre los clubes de Argentina en el período marzo de 2007 - febrero de 2008 por encima de otros equipos de la Primera División de Argentina, como Banfield, Argentinos, Independiente, Newell's Old Boys, Racing Club y Club Atlético Colón.
El 21 de junio de 2008 vuelve a jugar un partido oficial en el estadio del bosque, por la última fecha del Torneo Clausura 2008, ante Lanús. El equipo había jugado por última vez en ese estadio, de forma oficial, hacía 2 años. La habilitación que recibió el estadio por parte del Co.Pro.Se.De fue para una capacidad de 18.500 espectadores.

#### Primera Promoción (2008-2009) y Película "La Pasión"
Durante el receso invernal de 2008, el plantel de Gimnasia llevó a cabo la pretemporada en la localidad de Maldonado, Uruguay. Mientras que la comisión directiva encabezada por Gisande logró traer varios refuerzos para el primer equipo de Gimnasia. Entre los 10 jugadores que firmaron contrato están los retornos a la institución de Sebastián Ariel Romero, Roberto Carlos Sosa, Mariano Messera y Esteban Nicolás González. Además de estos regresos, se cerraron las incorporaciones de Gastón Sessa (hincha confeso del club), Ariel Agüero, Patricio Graff, Franco Niell, Hugo Iriarte, René Lima. Cabe agregar que durante el Torneo Apertura 2008 Gimnasia hizo las veces de local en su estadio, el Juan Carmelo Zerillo.
Durante el Torneo Apertura 2008, Guillermo Sanguinetti dejó el cargo de director técnico, cargo que fue ocupado por Leonardo Madelón. A mediados de dicho Torneo, el club llevó a cabo arreglos en parte de la estructura del estadio del bosque, logrando así aumentar su capacidad a unos 20.500 espectadores, con 1.300 plateas y 19.200 populares aproximadamente.
Para afrontar el Torneo Clausura 2009, el plantel de Gimnasia llevó a cabo la pretemporada en la ciudad balnearia de Mar del Plata. Además disputó la copa Ciudad de Mar del Plata, la cual ganó frente a Independiente por 1:0, en el estadio mundialista José María Minella, con gol de Juan Cuevas. Gimnasia no realizó incorporaciones de futbolistas para reforzar su plantel de cara al Clausura 2009 y mantiene en el cargo Leonardo Cárol Madelón.
Debido a que el equipo quedó en el puesto 18 de la Tabla de Promedios al finalizar el Torneo Clausura Primera División 2009, disputó la Promoción enfrentándose con el equipo que obtuvo el tercer lugar del Torneo de la Segunda División del fútbol argentino. El 9 de julio de 2009, se midió con Atlético Rafaela en la provincia de Santa Fe perdiendo 3:0 con goles de Aldo Visconti. En el partido de vuelta jugado en La Plata, el equipo logró torcer todos los pronósticos, ganando por 3:0 en los últimos minutos - goles de Alonso y dos de Niell, ambos de cabeza, a los 43 y 46 del segundo tiempo - y permaneciendo en la más alta categoría del Fútbol Argentino.
El director de cine Alejandro Encinas filmó durante el 2009 la campaña la de Gimnasia, los dos últimos partidos de ida y vuelta de Promoción contra Atlético Rafaela.«La película se basa en la vida de algunos hinchas en toda la temporada que el equipo peleó por no descender, y cómo la angustia de esa lucha se les iba metiendo en su vida cotidiana». La película se llama «La Pasión» y fue estrenada en noviembre de 2009 en los cines platenses, siendo el primer club del fútbol argentino que llegó a la pantalla grande.

#### Segunda Promoción (2009-2010)

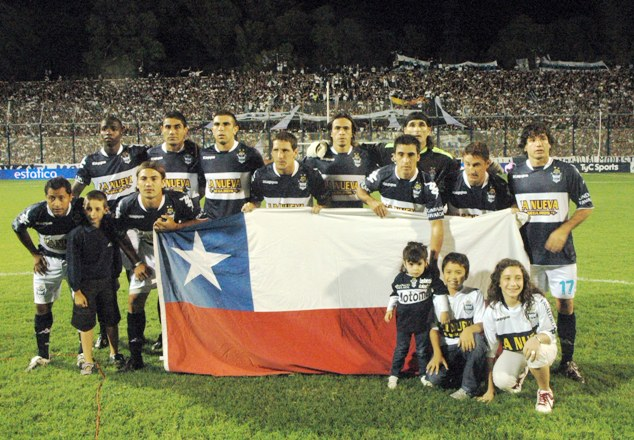
Formación del equipo de 2010.

El 1 de diciembre, luego de perder de local 2:1 en la fecha 16, y de una serie de malos resultados, Leonardo Madelón renuncia a la dirección técnica del club, lugar que ocupó brevemente el exjugador del club Pablo Fernández. Tras éste, Diego Cocca fue quien ocupó el puesto de director técnico del primer equipo.
El 3 de febrero de 2010, Gimnasia le ganó a Estudiantes por 3:1, con dos goles de Stracqualursi y uno de Cuevas, y Verón para Estudiantes, en el estadio Juan Carmelo Zerillo, y volvió a vencerlo después de cinco años. Curiosamente, la última vez había sido en ese mismo estadio, por 4:1, en el último partido disputado allí.
En mayo de 2010 Gimnasia queda nuevamente en zona de promoción al finalizar el torneo Clausura 2010 y le toca jugar otra vez contra Atlético Rafaela. En el partido de ida jugado en Rafaela el equipo mens sana fue superado por el conjunto rafaelino por 1:0. El 25 de mayo, en el partido de vuelta en la ciudad de La Plata, Gimnasia logra la permanencia ganando por 3:1 con dos goles de Marco Peréz y uno de Álvaro Ormeño. Vale destacar que el segundo gol de Gimnasia fue de tiro libre, algo que no lograba hacer desde el 2005.
Durante el receso de invierno (acompañado por el Mundial 2010), el equipo sufre de una pérdida importante de jugadores. No solo se retiran del club jugadores que no iban a ser tenidos en cuenta por el director Técnico Diego Cocca, sino que también se van algunos de los que iban a ser titulares. En esta lista podemos citar a: Denis Stracqualursi, el «Pampa» Sosa, Rubén Maldonado, entre otros.
A mediados del Apertura 2010, Diego Cocca renuncia tras haber conseguido escasos puntos. En su reemplazo, la directiva decide que el cuerpo técnico que venía trabajando en Inferiores ocupe el cuerpo técnico del primer equipo hasta que finalice su mandato. Por esta razón asume como DT, Pablo Morant, acompañado de Darío Ortiz y Ariel Pereyra, todos ellos exjugadores de la institución.
El 12 de septiembre de 2010 el vóley femenino del club se consagra campeón de la primera edición del torneo internacional CAE Classic.

## Década del 2010

### Tercera Promoción y descenso de categoría tras 26 años (2010-2011)

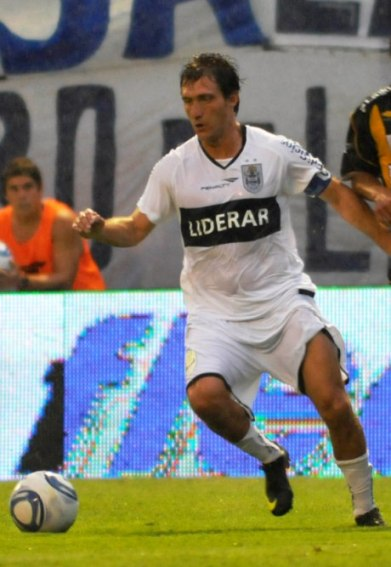
Guillermo Barros Schelotto, en su regreso de 2011.

El 27 de noviembre de 2010 se llevaron a cabo las elecciones presidenciales del club. En estas se presentaron tres candidatos: Héctor Delmar, Carlos Gaskín y Daniel Papasodaro. Con una buena concurrencia de los asociados (5210 socios votaron), fue elegido presidente Héctor Delmar con el 62,82% de los votos.
Tras asumir la presidencia Héctor Delmar, el cuerpo técnico interino encabezado por Pablo Morant decidió volver a sus puestos en las divisiones inferiores del club. La comisión directiva rápidamente contrató al reconocido técnico Ángel Cappa, firmando el contrato el 22 de diciembre de 2010.
El 14 de enero de 2011, el mellizo Guillermo Barros Schelotto volvió al club para jugar por al menos 6 meses y fue recibido en Estancia Chica por más de siete mil hinchas de Gimnasia y Esgrima La Plata. Además de Guillermo, Gimnasia contrató a tres jugadores más como refuerzos para afrontar el Torneo Clausura: Germán Pacheco, César González y Boris Rieloff.
Pasada la mitad del torneo Clausura 2011, los directivos echaron al director técnico Ángel Cappa y asumió en su reemplazo Darío Ortiz y terminó dicho torneo con 18 puntos. De esta forma, en la temporada 2010/11, luego de igualar en el 19° lugar de la tabla de promedios, debió disputar un partido de desempate ante Huracán para definir el segundo descenso a la Primera B Nacional. El encuentro se disputó en La Bombonera con una victoria 0-2 a favor del conjunto de la plata, de esta forma volvió a revalidar su lugar en la máxima categoría por tercer año consecutivo al jugar la Promoción ante San Martín de San Juan, quien lo venció en el partido de ida, 1:0, y empató 1:1 en la revancha disputada en La Plata, provocando el descenso de Gimnasia a Segunda División luego de 26 años.
El gobernador de la provincia de Buenos Aires, Daniel Scioli, firmó y entregó las escrituras con las tierras del estadio de 60 y 118, después de veinte años, las tierras ahora son propiedad del club.

### El regreso a Primera (2012-2013)

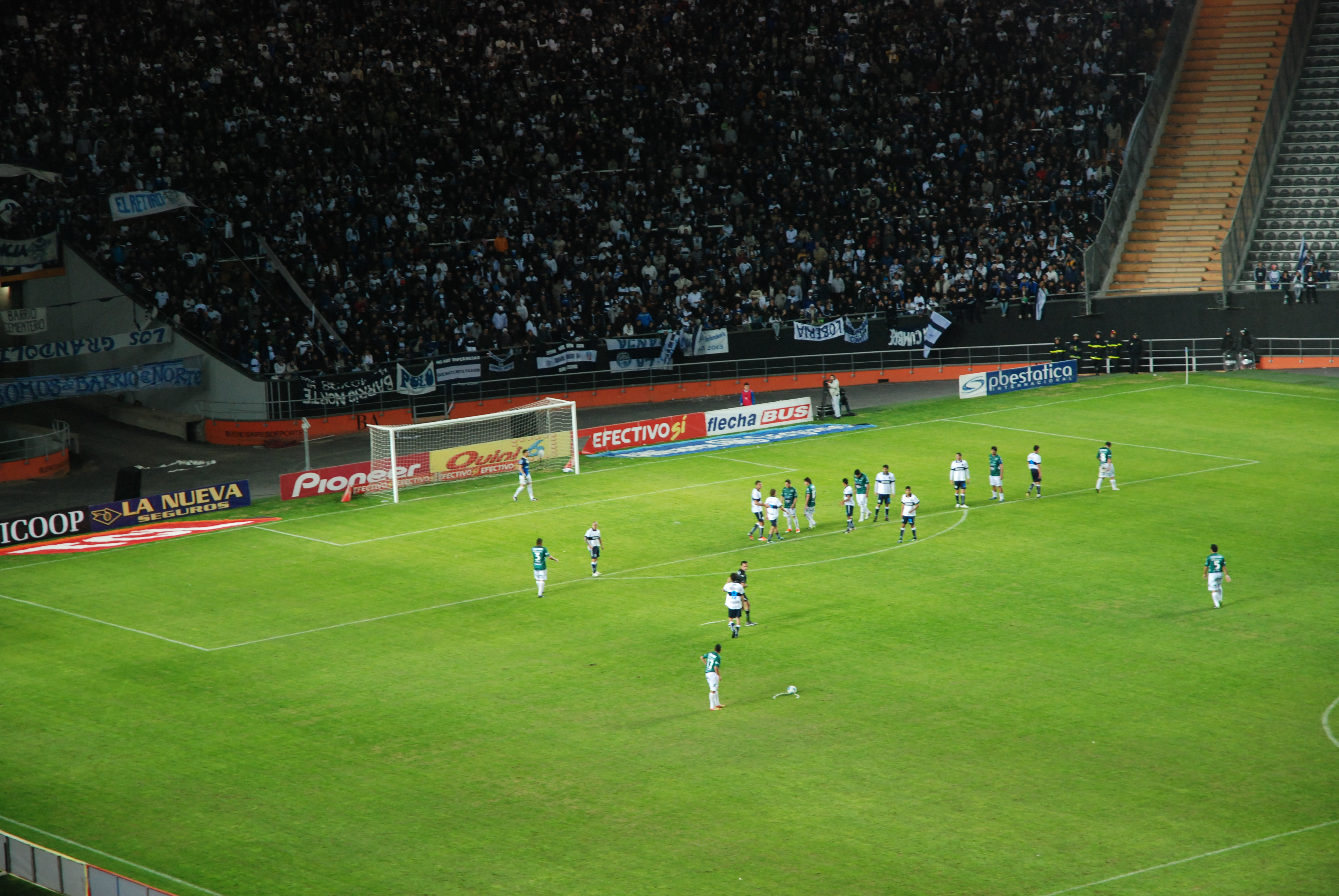
Partido de fútbol entre Gimnasia y Sarmiento de Junín en el Estadio Ciudad de La Plata correspondiente a la última fecha del campeonato de Primera B Nacional 2012-2013.

Luego de jugar durante dos años en la B Nacional, en la temporada 2012/13 consigue el ascenso y la vuelta a Primera. Logra esto luego de vencer el martes 28 de mayo a Instituto de Córdoba por 2 a 0 de visitante y asegurándose el segundo ascenso, ya que le saca al 4° de la tabla, Sarmiento de Junín, una diferencia de 12 puntos con 9 restantes.
Tras ascender a la Primera División, Gimnasia jugó el Torneo Inicial 2013 en el que junto a su Director Técnico, Pedro Troglio, logró mantenerse en los primeros puestos de la tabla, destacando su gran victoria 1-0 a River Plate de local en la primera jornada. Sin embargo, decayó su nivel durante el desarrollo del campeonato y finalizó en la undécima posición.
En el Torneo Final 2014, Gimnasia se mantuvo en la mitad de la tabla gran parte del campeonato, pero sobre el final de este mejoró considerablemente su nivel, llegando a tener una racha de 6 victorias seguidas. Gimnasia terminó quinto en dicho torneo, posición que le permitió clasificarse a la Copa Sudamericana 2014, la cual quedó eliminado en primera fase contra su clásico rival Estudiantes.

### Altibajos (2014-2015)
Para el campeonato 2014 llegarían jugadores interesantes al equipo platense. Como Pablo Vegetti de Ferro Carril Oeste, Nery Cardozo de Club Olimpia y Jorge Rojas de Benfica.
Pero también tendría muchas bajas, entre ellas, Franco Mussis, Gustavo Bou, Juan Carlos Blengio, Erik Correa, Gastón Díaz  y muchos otros.
Gimnasia empezaría el torneo de local, nada más ni nada menos que contra River Plate en lo que terminaría en empate en uno.
"El Lobo" ganó su primer partido del campeonato en la fecha 4 contra Godoy Cruz, con una victoria 2-0 de local.
Terminaría en la posición 14 de 20 equipos.
Para el campeonato de 2015, ya había 30 equipos participantes.
Se fueron jugadores importantes como Fernando Monetti, Nery Cardozo y Pablo Vegetti entre otros. Llegarían Roberto Brum, Lorenzo Faravelli, Fabián Rinaudo, Antonio Medina, Nicolás Mazzola y Nicolás Navarro.
Gimnasia comenzó muy flojo, el primer partido lo perdería 1-0 contra Defensa y Justicia, empataría contra San Martín de San Juan, perdería el Clásico contra Estudiantes de La Plata 3-1 y empataría en uno con Huracán. Recién pudo alcanzar el primer triunfo en la cuarta fecha, en forma agónica, ante Nueva Chicago que descendería al final del campeonato.
Después tuvo una muy buena actuación con 6 triunfos seguidos hasta que injustamente cayó ante San Lorenzo de Almagro. Luego volvería a Ganar un partido agónico ante Argentinos Juniors 4-2 luego de ir 0-2 abajo en el primer tiempo. 
Luego de eso, consiguió varios empates y derrotas. Sobre el final del torneo, conseguiría dos victorias que lo colocarían en la Liguilla Pre-Sudamericana.
Jugaría contra San Martín de San Juan a partido único en donde el conjunto platense lo goleó 5-1 en el Estadio Juan Carmelo Zerillo.
La siguiente ronda era contra Lanús, a partido de ida y vuelta. 
El partido de ida sería muy polémico, ya que Lanús  ganó 1-0 de local con sospechosos ayudos arbitrales para el "Granate". 
En el partido de vuelta, Gimnasia caería 2-1 de local lo que pondría fin a su participación en la competencia.

### Comienzo de la debacle (2016-2017)
Ya con el torneo de 30 equipos, Daniel Onofri dejó el cargo de presidente del Club y en su lugar asumió Gabriel Pellegrino. 
Gimnasia terminó en la posición 13 de 30. En donde perdió a jugadores importantes como Maximiliano Meza y el peruano Cristian Ramos. 
Llegarían Brahian Alemán y Mauro Matos en lo que sería la etapa de Gustavo Alfaro como entrenador. 

### Caída libre (2017-2018)
Llegarían jugadores como el paraguayo Omar Alderete, el uruguayo Nicolás Dibble y Oliver Benítez. Pero también se fueron jugadores importantes como Sebastián Romero y Lucas Lobos, ambos ídolos del Club. También se fueron Mauro Matos, Ramiro Carrera, Antonio Medina, entre otros. 
El entrenador elegido por Gabriel Pellegrino fue Mariano Soso procedente de Delfín Sporting Club de Ecuador.
Su paso fue muy malo y criticado por poner a jugadores en posiciones no habituales, como Fabián Rinaudo (mediocampista) a jugar de defensor central con línea de 3. En su debut empató contra Defensa y Justicia 4-4 y luego consiguió empates y derrotas. En mitad del torneo, Pellegrino le comunicó que no había dinero suficiente para incorporar jugadores. Ante esto y los malos Resultados, Soso renunció. En su lugar,  Mariano Messera Y Leandro Martini se hicieron cargo del primer equipo hasta el final del torneo.
Gimnasia terminaría en el fondo de la tabla, en la posición 23 de 28.
Para el torneo 2018, el presidente Pellegrino designó a Facundo Sava, exjugador del Club, como nuevo entrenador y con él llegarían jugadores como el paraguayo Víctor Ayala,  Maximiliano Comba, Mauro Guevgeozián, Jan Hurtado, Alejandro Melo, Sebastián Moyano, José Paradela, Gonzalo Piovi, Santiago Silva, entre otros. Se fueron jugadores como Brahian Alemán, Omar Alderete, Nicolás Colazo, Facundo Pereyra, Franco Niell, entre otros. Pero el paso de Sava duraría pocos partidos, ya que los resultados fueron pésimos. 
Llegaría Pedro Troglio para tomar las riendas del Club una vez más. En el segundo semestre llegarían jugadores como el peruano Alexi Gómez, Braian Mancilla, Jesús Vargas, nuevamente Franco Mussis y Gianluca Simeone. Se irían Mauro Guevgeozián, Facundo Gutiérrez, Alejandro Melo, Luciano Perdomo y Fabián Rinaudo, este último por peleas con la dirigencia. 
Empezaría el campeonato ganando 1-0 con gol de Víctor Ayala en un mal partido contra Argentinos Juniors. Pero el torneo no fue de lo esperado en donde Troglio disputó 19 partidos y solo consiguió 5 triunfos. De todos formas, Pedro Troglio llevó a Gimnasia a la final de la Copa Argentina 2018, eliminando a Boca Juniors y River Plate, 
protagonistas de la final de la Copa Libertadores 2018.
Después de haber hecho un buen partido contra Rosario Central en la final de la Copa, empatarían en uno e irían a los penales en donde el conjunto rosarino se impondría 4:1. Así Gimnasia sumaría un nuevo subcampeonato.
Troglio Renunciaría al poco tiempo después de perder de local 1-0 contra Defensa y Justicia con gol en contra de Guanini.
Hernán Darío Ortiz se haría cargo del primer equipo en donde disputó 6 partidos restantes del torneo, consiguiendo 3 victorias y solo una derrota, nada más ni nada menos que contra su Clásico rival, Estudiantes de La Plata.

### Un Diego Armando (2019)
Para el 2019, con Darío Ortiz ya con contrato como entrenador, consiguió pocos puntos y dimitió del cargo a los pocos partidos.
Tras la renuncia del entrenador Darío Ortiz el 31 de agosto de 2019 ante malos resultados, el club comenzó la búsqueda de un nuevo entrenador. En la mañana del 5 de septiembre el presidente del club Gabriel Pellegrino se reunió con Matías Morla, el abogado de Diego Maradona, para confirmar su fichaje. El 8 de septiembre fue recibido por 20.000 fanáticos del club en el estadio Juan Carmelo Zerillo. Maradona, conmocionado por el recibimiento, expresó:

Ustedes los hinchas nos van a dar el plus para ganar los partidos. ¡Y los vamos a ganar! Esta camiseta es la más linda del mundo porque tiene nuestros colores. Acá estoy en mi casa.

Fue tal la revolución causada por la llegada de Maradona que el club sumó 3000 socios en tres días y agotó las nuevas camisetas que se habían puesto a la venta con el número 10 y la inscripción "Maradona" en la parte trasera. En la Superliga Argentina sumó seis triunfos, cinco empates y ocho derrotas, mientras que también ganó el único encuentro que alcanzó a disputar por la Copa Argentina para eliminar a Sportivo Barracas. Su último partido en el que dirigió a Gimnasia propiamente dicho fue ante Boca Juniors por la Superliga, donde el "Lobo" perdió por 0:1.

## Década del 2020

### De la euforia a la tristeza
Ya con Diego Maradona a la cabeza llegaron jugadores como Jorge Broun, Paolo Goltz, Lucas Barrios, Maximiliano Cuadra, Matías Pérez García, Marcelo Weingandt, entre otros. Hasta se rumoreaba que llegaría Ronaldinho, que también estuvo cerca de llegar al Club en 2016, pero al final no se dio.
Si bien el equipo mostró ganas, los resultados no fueron los mejores. 
En total, Diego Maradona disputó 24 partidos como entrenador en donde consiguió 8 victorias, 7 empates y 9 derrotas. Con una efectividad del 52 %.
En las elecciones para presidente del Club, Diego Maradona dijo que seguiría como entrenador solo si Pellegrino era reelegido. 
Los "triperos" se vieron ante un dilema, querían que siguiera Maradona como entrenador, pero no querían la reelección de Pellegrino, considerado por ellos mismos como uno de los peores presidentes de la historia del Club.
Pellegrino fue reelegido y Maradona falleció, pasó todo lo contrario a los que querían los hinchas.
Desde que Pellegrino asumió, Gimnasia pasó de jugar Copa Sudamericana y estar en mitad de tabla, a pelear el descenso todos los años, no terminar las obras en el estadio y echar ídolos del Club como Lucas Lobos, Sebastián "Chirola" Romero y Paula Casamiquela, leyenda en el vóley femenino de Gimnasia.
El fútbol argentino se interrumpió por muchos meses como consecuencia de la pandemia de COVID-19, pero volvió con la Copa de la Liga Profesional 2020, donde en su primer partido Gimnasia derrotó 3:0 a Patronato, sin embargo Maradona no dirigió al equipo junto a Sebastián Ariel Méndez como lo hizo desde su llegada, sino que Méndez dirigió sólo porque Maradona afrontaba problemas de salud.
El 25 de noviembre Diego Maradona falleció por un paro cardiorrespiratorio en su casa en Tigre. Pero de igual manera, Diego Maradona logró su objetivo: salvar a Gimnasia del descenso el cual estaba metido en el fondo de los promedios desde 2018.
La dupla Martini-Messera se hizo cargo del equipo y en tan solo 2 días, Gimnasia tuvo que jugar obligado contra Vélez.
Después de un partido con mucho dolor por la partida del astro argentino, Gimnasia se impuso 1-0 en un partido recordado por todos desde lo emotivo.
El buen torneo de Leandro Martini y Mariano Messera hizo que se le ofrezca un contrato a largo plazo.

### 2021
En la Copa de la Liga Profesional 2021, Gimnasia pudo incorporar muy pocos jugadores, solo dos. Y sufrió muchas bajas, entre ellos Goltz, Broun, Paradela, Matías García, entre otros. 
Al tiempo, Gabriel Perrone fue seleccionado para manejar la Coordinación infantojuvenil y "Chirola" Romero fue presentado como entrenador de la reserva junto al exjugador Nicolás Cabrera.
El vicepresidente del Club, Jorge Reina y varios dirigentes renunciaron a sus cargos, en el cual sólo quedó Pellegrino y algunos dirigentes más. Reina es una pieza importante del Club, en cual influía en el contrato de los jugadores aportando dinero de su bolsillo, además de pagar con su dinero el reinicio de la Platea H.
"El Lobo" entre las bajas en el Mercado de Pases, las bajas por COVID-19, las lesiones y el corto plantel, hizo  un torneo regular sufriendo algunas goleadas como 4-1 contra Patronato, 4-2 contra Lanús y 5-0 contra Vélez.
Estos resultados pusieron en juego la continuidad de la dupla. Que al final continuaron en el cargo.
Gabriel Perrone recibió el cargo de mánager, además de ser coordinador de las juveniles del Club.
Debido a los resultados obtenidos en la Copa de la Liga Profesional 2021, Gimnasia volvió a entrar en la zona caliente de los promedios, que fueron suspendidos por la AFA, desde 2020.
El 7 de junio, el Club empezó la pretemporada, y llegaron incorporaciones como Nicolás Colazo (libre) y el uruguayo Guillermo Fratta, ambos de Club Atlético Rentistas. El volante Manuel Insaurralde de San Lorenzo. El delantero goleador de la B Nacional de Tristán Suárez, Alexis Domínguez. El lateral derecho Francisco Gerometta y el volante Nery Leyes ambos de Unión. Rodrigo Holgado de Audax Italiano también llegó al Club justo antes del cierre del Mercado de Pases. Todos llegarían a préstamo excepto este último que ficharía un contrato por 3 años.
Se fueron jugadores importantes como los paraguayos Lucas Barrios (Defensa y Justicia) y Víctor Hugo Ayala (Sol de América), y Marcelo Weigandt que estaba a préstamo proveniente de Boca Juniors. Y otros no tan importantes como Horacio Tijanovich y Maximiliano Comba.
Por primera vez en su historia, Gimnasia fichó al mejor jugador del campeonato pasado, el "Pulga" Rodríguez, proveniente de Colón. Después de un poco más de un mes de negociaciones entre Colón, Tucumán y Gimnasia. El Club platense ofertó una cantidad de dinero "insuperable" para la firma del jugador, pero debido a las idas y vueltas del "Pulga", el Lobo retiró la oferta. Más tarde el jugador no arregló con ningún Club anteriormente mencionados, por lo tanto Gimnasia volvió a ofertar pero menos dinero. El Pulga aceptó la oferta, pero desafortunadamente dos días antes del comienzo del Campeonato se lesiona perdiéndose el debut ante Platense y Racing Club.
El inicio del campeonato no sería lo ideal, el Lobo arrancaría empatando de local 2:2 ante el Calamar luego de ir 2:0 abajo en un pésimo primer tiempo. Uno de los goles lo anotaría la reciente incorporación: el defensor Guillermo Fratta, empataría contra Racing Club 0:0 y ganaría 1:0 de local contra Rosario Central. Perdería un partido increíble ante Defensa y Justicia 3:2 después de ir ganando 2:0 con un gol faltando 5 minutos y otro en la última jugada.
Al siguiente partido, ganaría ante Atlético Tucumán con un gol de tiro libre en el último minuto.
Después jugó por Copa Argentina 2020 ante Argentinos Juniors por los octavos de final. Partido que empezaría ganando pero una roja en el primer tiempo a Francisco Gerometta cambiaría el rumbo del encuentro que terminaría 3:2 quedando eliminado.
El 29 de agosto de 2021, la dupla técnica conformada por Mariano Messera y Leandro Martini dejarían de ser los entrenadores del Club. Su lugar lo tomaría Néstor Gorosito que tendría su primera práctica con el equipo el día martes 31 de agosto y debutaría contra Godoy Cruz el 5 de septiembre, partido bochornoso que terminaría perdiendo 4:0.
En la última jugada del partido, el jugador Alexis Domínguez (préstamo) sufrió una dura lesión que lo alejaría de las canchas hasta 2022, por el cual Gimnasia obtendría un cupo para incorporar en su reemplazo. Justo después de la confirmación de la lesión de Domínguez, también se confirmó la lesión del otro delantero, Rodrigo Holgado.
En la fecha 12 los dirigidos por Gorosito ganarían 1-0 y terminarían con la racha de 7 partidos sin ganar.
Al confirmarse la vuelta del público a los estadios en octubre, el Club oficializó que Gimnasia hará de local en el Estadio Ciudad de La Plata para poder recibir más hinchas. En dicho estadio podían entrar 23.000 seguidores, mientras que en su estadio, solo 10.000. Esto causó gran revuelo por parte de los hinchas.
El primer partido en dicho estadio sería una derrota por 1:0 contra uno de los peores equiposdel campeonato, Sarmiento.
Al mismo tiempo, la sede del Club sería allanada junto a la AFA, Racing Club, Independiente y Unión.

### 2022
En la Copa de la Liga Profesional 2022, se hicieron dos Zonas con 14 equipos cada uno, clasificando los cuatro primeros de cada Zona.
El Lobo sería emparejado en la Zona A, terminando 5°, detrás de Racing Club (30 pts), River Plate (29 pts), Defensa y Justicia (25 pts, +7 diferencia de gol) y Argentinos Juniors (25 pts, +5 diferencia de gol).
Gimnasia obtendría 7 victorias, 3 empates y 4 derrotas. Empataría contra Argentinos Jr en puntos, pero el Bicho tenía más diferencia de gol que el conjunto platense (+1).
Esto se vio envuelto en polémicas ya que el conjunto de La Paternal jugó un partido con un jugador con 5 amarillas acomuladas. Por lógica, no debió jugar, pero el árbitro de dicho encuentro (partido donde el jugador recibió su quinta amarilla), se olvidó de pasar el informe a la AFA. Gimnasia hizo los reclamos correspondientes pero la Casa Mayor del Fútbol Argentino no dio respuesta. Por lo tanto, Argentinos Juniors se quedó con los 3 pts y pasó de ronda.
Ya para el Torneo 2022 donde regresarían los descensos, Gimnasia ya estaba en la zona media de la tabla de los promedios. Teniendo el primer partido la particularidad de enfrentarse contra Estudiantes de La Plata, su eterno rival, en la primera fecha, que terminaría en empate.
Si bien el Club no sumó ningún refuerzo, su entrenador Néstor Gorosito, le daría rodaje a varios chicos de la reserva, uno de ellos Benjamín Domínguez. Pasadas las primeras fechas del torneo, un jugador importantísimo, Johan Carbonero sería vendido a Racing Club.
En el torneo cosecharía 11 victorias, 8 empates y 8 derrotas. Sumado a 2 victorias por Copa Argentina 2022, sin embargo quedaría eliminado frente a Patronato.
En el torneo se mantendría en la cima y luego bajaría algunos puestos al terminar la Liga al haber ganado solo dos de los últimos diez partidos. Al perder el último partido frente a Talleres, Gimnasia bajaría al sexto puesto de la clasificación de la Tabla Anual, perdiendo la clasificación a la Copa Libertadores 2023 solo por tener los mismos puntos y diferencia de gol que Huracán, pero dos goles a favor menos. Sin embargo, clasificó a la Copa Sudamericana 2023.
El 2 de septiembre, el plantel y Cuerpo Técnico no concentraron para el partido contra Independiente por falta de pago desde hacía tres meses. Aun así, obtuvo una victoria por 3:1.
Para el Lobo el descenso ya no sería un problema: de estar en las últimas posiciones a estar dentro de los ocho equipos con mejor promedio.
El 6 de octubre ocurrió un hecho lamentable. En el partido entre Gimnasia y Boca Juniors, hubo sobreventa de entradas para el Estadio Juan Carmelo Zerillo.
El encuentro llevaba 9 minutos de juego cuando el estadio entero se vio envuelto en gas lacrimógeno, afectando a más de 25.000 hinchas, periodistas, jugadores, cuerpo técnico, etcétera.
Esto ocurrió por lo mencionado anteriormente, sobreventa de entradas. Cientos de hinchas se quedaron sin poder entrar al estadio y hubo disturbios con la policía, con exceso de la fuerza, habiendo varios heridos graves con balas de goma y desaparecidos en los disturbios tanto dentro como fuera del estadio.
Las consecuencias fueron la clausura del Estadio Juan Carmelo Zerillo, el despido inmediato del jefe del operativo policial y un efectivo, la inevitable ceguera de un niño de 7 años y la trágica muerte de un hincha del Lobo de 57 años por un paro cardiorrespiratorio (que más tarde se daría a conocer que tenía un golpe en la cabeza propiciado por algún policía con su macana). Sumado a más de 1.000 heridos, entre hinchas (tanto hombres, mujeres y niños), como camarógrafos, prensa, jugadores y cuerpo técnico. Como resultado de este hecho, se postergaría el encuentro frente al Xeneize.

### 2023 - (Actualidad)
Luego de que Mariano Cowen se haga con la presidencia de Gimnasia, Néstor Gorosito dejaría de ser el entrenador y su lugar sería ocupado nuevamente por "Chirola" Romero.
Junto a "Pipo" Gorosito se fueron futbolistas importantes, como el arquero Rodrigo Rey, que sería traspasado a Independiente y el uruguayo Brahian Alemán que se iría a Banfield.
Gimnasia apostaría plenamente a las inferiores del Club, más que por convicción, por obligación. Ya que el Club nuevamente tenía varias deudas.

## Presidentes de Gimnasia y Esgrima La Plata
A lo largo de sus más de 120 años de historia fueron 55 los Presidentes del Club Gimnasia y Esgrima La Plata que tuvieron la responsabilidad de conducir los destinos institucionales del club. Muchos de ellos aportaron acciones para que la entidad fuera creciendo con el paso de los años. Algunos quedaron más en la memoria de los hinchas del club, por los logros obtenidos, o por haber realizado obras destacadas.
Saturnino Perdriel, destacado vecino y comerciante de la época, fue el fundador y primer presidente de Gimnasia y Esgrima La Plata, funcionario en el Ministerio de Hacienda de la Provincia de Buenos Aires, prematuramente fallecido en 1888 (a un año de la presidencia).
Actualmente, el presidente del Club Gimnasia y Esgrima La Plata es elegido por sus socios, mediante elecciones que se realizan cada tres años. Tienen derecho a elegir y a ser elegidos todos los socios y socias del club mayores de 18 años, con tres años de antigüedad como socios para votar y siete para poder formar parte de la Comisión Directiva.

#### Requerimientos
Con respecto a los requisitos para presentarse a los cargos para ser Presidente, Vicepresidente 1.º, Vicepresidente 2.º o Vicepresidente 3.º se requiere ser socio Vitalicio, Pleno o Activo, con una antigüedad consecutiva e inmediata de diez años en cualquiera de las categorías y hallarse al corriente con la Tesorería. Para los demás cargos será necesaria una antigüedad mínima de siete años, también inmediata y consecutiva. Salvo para el Jurado de Honor que deberán tener una antigüedad de más de diez años consecutiva e inmediata.

## Escudo

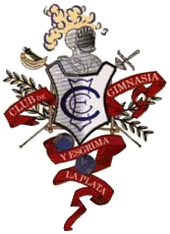
Primer escudo del Club.

El escudo del Club de Gimnasia y Esgrima La Plata está compuesto por una corona en cuya parte superior se destaca un yelmo con cimero y en el centro, sobre esmalte y con los colores del club (blanco y azul marino), va en relieve el monograma del mismo. En los cantones superiores, a manera de guardia surgen las empuñaduras de un sable y un florete, asomando las puntas en la parte inferior del escudo. A los costados del centro se extiende el yelmo, por cada lado, una rama de laureles.
El escudo del club ha sufrido algunos cambios. Desde 1887 y hasta 1928, se había utilizado el escudo diseñado por Emilio Coutauret, el cual era un diseño más artesanal y ornamentado. En 1964, al reformarse el estatuto de Gimnasia y Esgrima se cambió por uno más sencillo, pero sin perder la esencia del original. Este último es el que se utiliza actualmente.
Algunos cambios menores sufrió en los últimos años. En la presidencia de Héctor Domínguez se había cambiado la sigla del centro del escudo, reemplazando el histórico CGE (Club de Gimnasia y Esgrima), por el GELP (Gimnasia y Esgrima La Plata), modificación que perduró en los mandatos siguientes de Gliemmo y Muñoz. Desde el inicio de la presidencia de Walter Gisande, se volvió a la sigla original de CGE.

## Uniforme

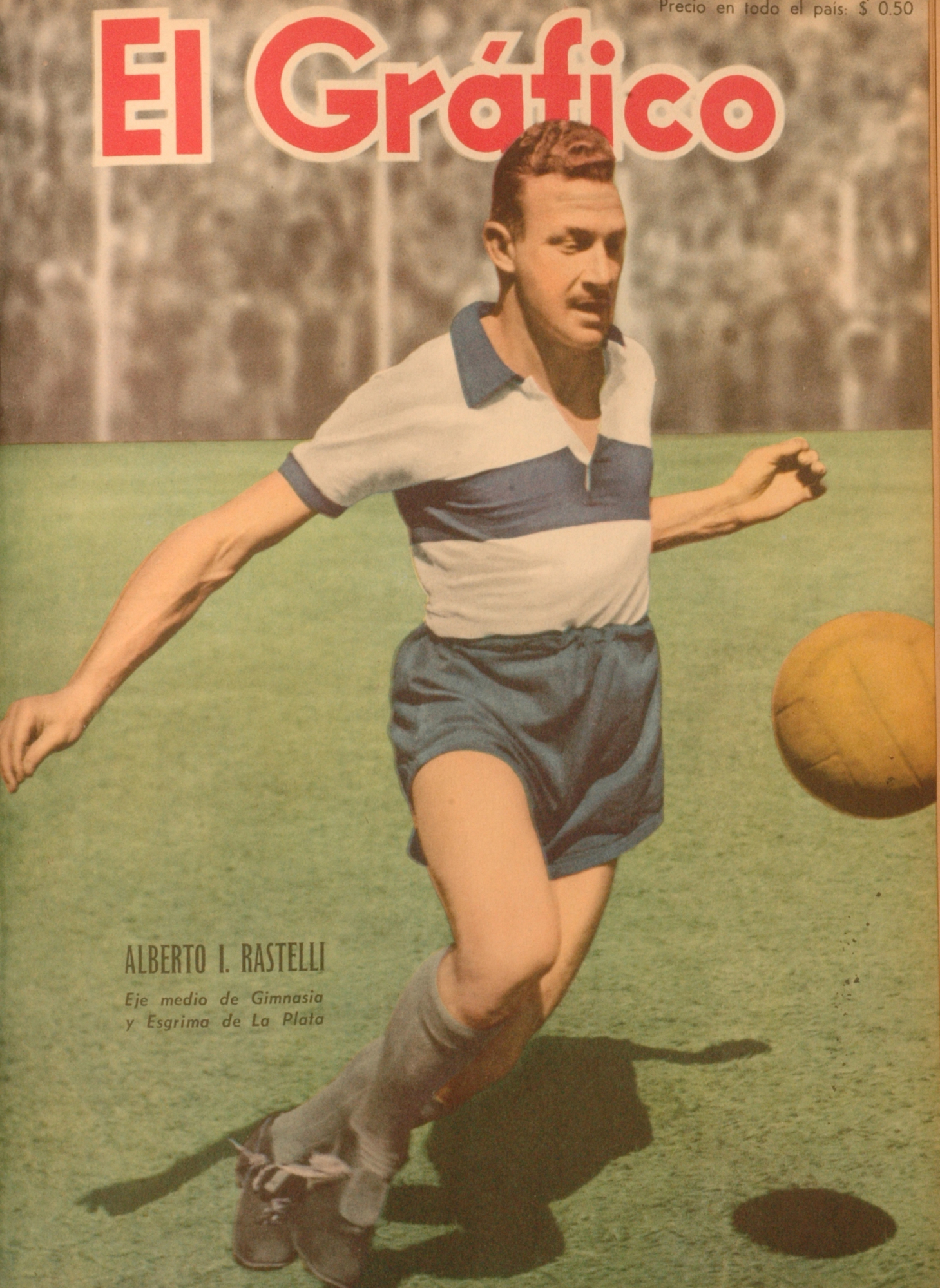
Alberto I. Rastelli con el uniforme del equipo en 1949.

El uniforme titular de Gimnasia y Esgrima toma como base los colores del escudo del club, los cuales fueron establecidos en el estatuto social del mismo.
- Uniforme titular: Camiseta blanca con una franja horizontal azul marino, pantalón blanco, medias blancas.
- Uniforme alternativo: Camiseta azul marino con una franja horizontal blanca, pantalón azul marino, medias azules marino.

### Evolución del uniforme
A lo largo de la historia, la camiseta del fútbol profesional de Gimnasia ha cambiado de diseño, sobre todo en sus inicios. Una breve reseña:
- 1903-1905: La primera camiseta de Gimnasia tenía los colores celeste y blanco con franjas verticales. Los fundadores querían resaltar que se trataba de un Club de la República Argentina.

| 1903-1905 |

- 1905-1910: La segunda camiseta era azul y blanca (también con franjas verticales) y pantalones blancos. Se le cambiaron los colores para diferenciarla de la de Racing Club de Avellaneda.

| 1905-1910 |

- 1910-presente: Blanca con una franja horizontal de color azul marino en su parte media. La camiseta alternativa, invierte los colores siendo azul marino con una franja blanca.

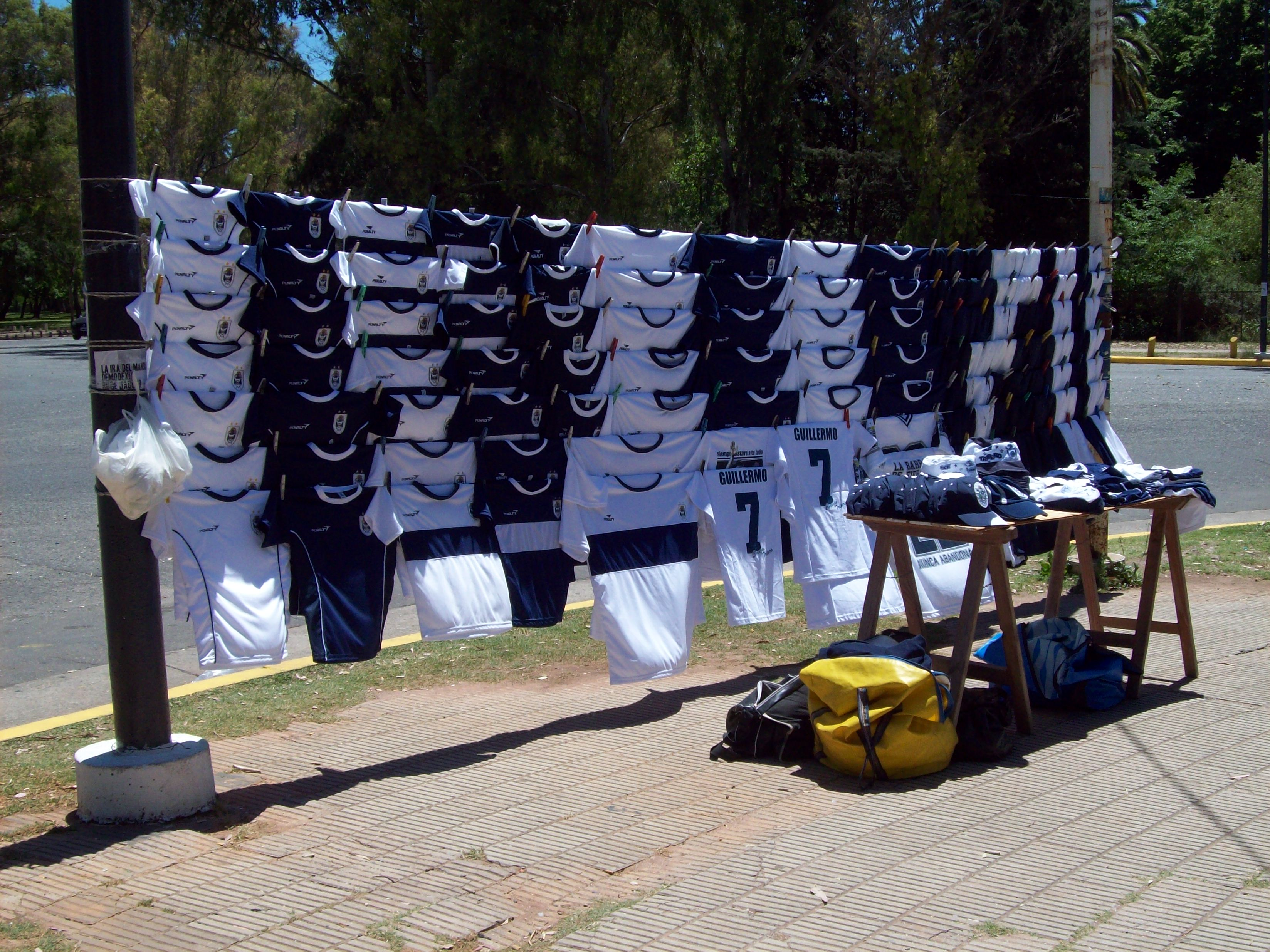
Venta callejera de camisetas de Gimnasia La Plata, frente al estadio.

| 1910-presente |

#### Uniformes titulares
| 1978-79 | 1980-84 | 1985-87 | 1987-92 | 1992-93 | 1993-95 | 1996 | 1997-98 | 1998-2001 |

| 2001-03 | 2004-05 | 2006-07 | 2007-08 | 2008 | 2009 | 2009-10 | 2010 | 2011 | 2012 | 2013 |

| 2013-14 | 2015 | 2016-17 | 2017-18 | 2018 | 2018-Actual |

#### Uniformes Suplentes
| 1978-79 | 1980-84 | 1985-87 | 1987-92 | 1992-93 | 1993-95 | 1996-98 | 1998-2001 |

| 2001-03 | 2004-05 | 2006-07 | 2007-08 | 2008 | 2009 | 2009-10 | 2010 | 2011 | 2012 |

| 2013 | 2014 | 2015 | 2016-17 | 2017-18 | 2018-Actual |

#### Uniformes Terceros
| 1999-2001 | 2013-14 | 2015 | 2016-17 |

## Indumentaria y patrocinador
La siguiente tabla detalla cronológicamente las empresas proveedoras de indumentaria y los patrocinadores que ha tenido Gimnasia y Esgrima La Plata desde los años 1980 y 1990 respectivamente:
| Período       | Logo | Proveedor      |
| ------------- | ---- | -------------- |
| 1978-1979     |      | Adidas         |
| 1980-1984     |      | Topper         |
| 1985-1993     |      | Adidas         |
| 1993-1998     |      | Hummel         |
| 1998-2001     |      | New Balance    |
| 2001-2008     |      | miniatura      |
| 2009-2010     |      | Kappa          |
| 2011-2017     |      | Penalty        |
| 2017-2020     |      | Le Coq Sportif |
| 2021-2022     |      | Hummel         |
| 2023-presente |      | Givova         |

| Período   | Patrocinador principal (pecho)          | Patrocinadores secundarios (espalda y mangas)   |
| --------- | --------------------------------------- | ----------------------------------------------- |
| 1990-1992 | Pegamax                                 |                                                 |
| 1992      | Diario El Día                           |                                                 |
| 1992-2001 | Banco Municipal de La Plata             |                                                 |
| 2001-2002 | Fideos Manera                           |                                                 |
| 2002      | Ticket Vip                              |                                                 |
| 2003-2004 | Suin                                    |                                                 |
| 2004      | Liderar Seguros                         |                                                 |
| 2005      | Medical Hair                            | Silver viajes Banco del Sol La Trattoria        |
| 2006      | Crown Mustang                           | Bebesit Randers Banco del Sol                   |
| 2007-2008 | Motomel                                 | Bebesit Randers Banco del Sol Flecha Bus        |
| 2008-2010 | La Nueva Seguros                        | Flecha Bus Fundación Favaloro                   |
| 2010      | Rapicuotas                              | Flecha Bus Edificios Sky Polacrin Tarjeta Plata |
| 2011-2013 | Liderar Seguros                         | Lotería de la Provincia Edificios Sky           |
| 2013-2014 | Puerto La Plata Liderar Seguros         | Lotería de la Provincia Rapicuotas Plusmar      |
| 2015-2017 | Lotería de la Provincia Liderar Seguros | Rapicuotas Liderar Seguros Plusmar              |
| 2017-2021 | Plusmar                                 | Rapicuotas                                      |
| 2021-2022 | Rapicuotas Grupo del Sud                | Lotería de la Provincia Plusmar                 |

Desde 2023, la indumentaria de Gimnasia y Esgrima La Plata es provista por la empresa italiana «Givova», quien brinda desde el uniforme deportivo hasta la ropa extra-deportiva. A su vez, la casaca es patrocinada por la empresa de préstamos «Rapicuotas», de la cual lleva el nombre escrito en la franja principal.

## Palmarés
| Competición Nacional                   | Títulos                 | Subcampeonatos                                                                   |
| -------------------------------------- | ----------------------- | -------------------------------------------------------------------------------- |
| Primera División (1/6)                 | 1929                    | 1924, Clausura 1995, Clausura 1996, Apertura 1998, Clausura 2002 y Apertura 2005 |
| Segunda División (4/3)                 | 1915, 1944, 1947 y 1952 | 1946, 1982 y 2012-13                                                             |
| Copa Centenario de la AFA (1/0)        | 1993                    |                                                                                  |
| Copa Argentina (0/1)                   |                         | 2018                                                                             |
| Copa Bullrich (Segunda División) (1/0) | 1915                    | -                                                                                |

•Nota: en negrita, torneos vigentes en la actualidad.

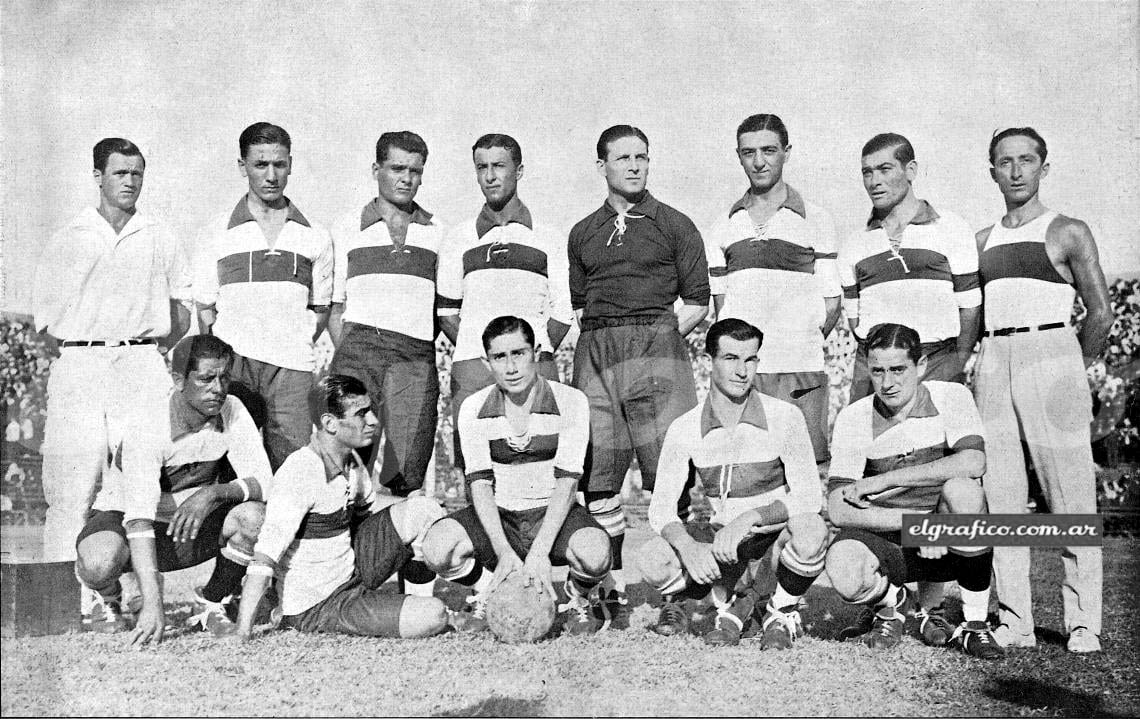
Plantel campeón de Primera División 1929.

#### Otros logros
- Torneo Promocional de Primera División (1): 1967[124]

#### Torneos nacionales amistosos
- Trofeo Eva Perón (1): 1953
- Copa Gobernador Alende (1): 1960[125]
- Copa Diario El Día (1): 1974
- Copa Diario La Gaceta (2): 1972 y 1977
- Copa Amistad (1): 1977 y 2006
- Copa Provincia de Buenos Aires (1): 1998
- Copa Municipalidad de La Plata (2): 1999 y 2001[126]
- Copa Malvinas Argentinas (1): 2003
- Copa Ciudad de Mar del Plata (1): 2009
- Copa Ciudad de Necochea (1): 2012
- Copa Amistad Ciudad de La Plata (1): 2014[127][128]
- Copa Ciudad de Ensenada (1): 2016
- Copa Banco Provincia (1): 2017
- Copa de Verano Schneider (2): 2018 y 2019

#### Torneos internacionales amistosos
- Copa Presidente Benavides (Perú) (1): 1937
- Cuadrangular de Asunción (Paraguay) (1): 1975[129]
- Trofeo Ciudad de Zamora (España) (1): 1989[130]
- Copa Colonia del Sacramento (Uruguay) (1): 1998[129]
- II Copa Cristal (Chile) (1): 2005[131]
- Copa Nacional Campeón Uruguayo 45° (Uruguay) (1): 2015
- Copa Juan Masnik (Uruguay) (1): 2024
- Copa Hugo Rivero (Uruguay) (1): 2024